# Turkiet
Turkiet (turkiska: Türkiye [ˈtyɾcije]), officiellt Republiken Turkiet (turkiska: Türkiye Cumhuriyeti [ˈtyɾcije dʒumˈhuːɾijeti] ( lyssna)), är ett eurasiskt land som sträcker sig över halvön Anatolien i sydvästra Asien och Östra Thrakien på Balkanhalvön i sydöstra Europa. Turkiet gränsar till åtta länder; i Europa till Bulgarien och Grekland och i Asien till Georgien, Armenien, Azerbajdzjan (exklaven Nachitjevan), Iran, Irak och Syrien. I övrigt gränsar landet till Medelhavet i söder, Egeiska havet i väster och Svarta havet i norr. Marmarasjön tillhör också Turkiet och används, tillsammans med Bosporen och Dardanellerna, av geografer som gränslinje mellan Europa och Asien.
I det område som utgör dagens Turkiet har flera historiska riken uppstått, såsom Bysantinska riket och Osmanska riket. Turkiet är en viktig regional makt i denna del av Eurasien med kulturellt och ekonomiskt inflytande i området mellan Adriatiska havet i väster och Kina i öster, Ryssland i norr och Mellanöstern i söder och har kommit att få en ökande strategisk betydelse.
18 procent av Turkiets befolkning beräknas vara kurder, men siffran har även uppskattats vara runt 20 procent. Majoriteten av dessa bor i de sydöstra regionerna i Turkiet. I vissa av dessa utgör kurderna en majoritet av den regionala befolkningen.
Turkiet är en sekulär enhetsstat med republikanskt statsskick. Republiken Turkiet upprättades 1923 med Mustafa Kemal Atatürk som dess första president, sedan Osmanska riket upplösts efter första världskriget. Sedan dess har Turkiet blivit allt mer integrerat med väst, samtidigt som man odlar förbindelser med öst. Turkiet tillhör grundarländerna till Förenta nationerna, Islamiska konferensen, OECD och OSSE, är medlem av Europarådet sedan 1949, och av Nato sedan 1952. Turkiet förhandlar sedan 2005 med Europeiska unionen om medlemskap, och har varit associerad medlem av EU sedan 1963. Turkiet är även medlem av G20, som samlar de 20 största ekonomierna i världen.

## Historia

### Anatoliens antika historia

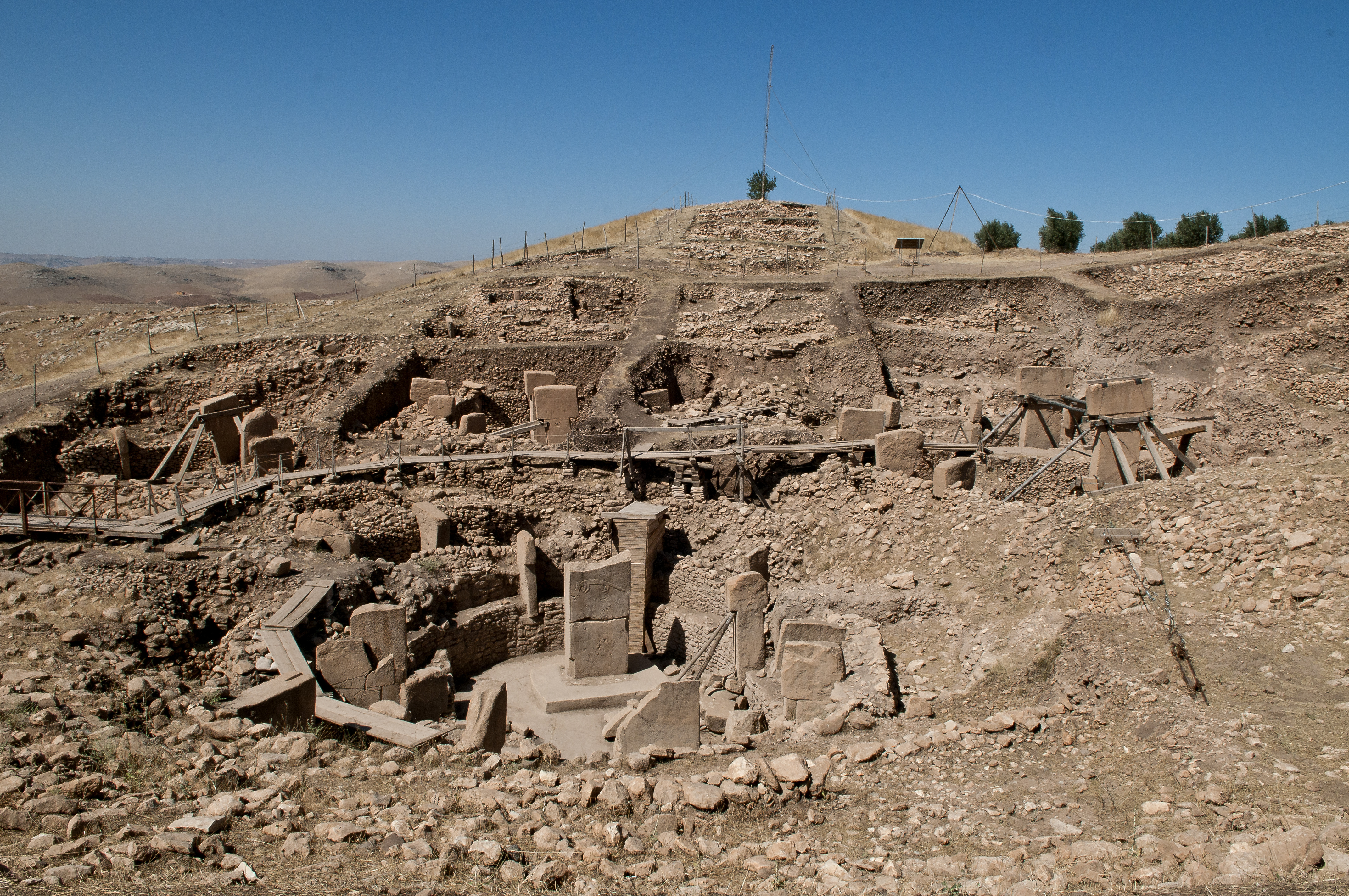
Göbekli Tepe.

Det geografiska området för dagens Turkiet var ett viktigt historiskt område under forntiden och antiken. Anatoliska halvön (även kallad Mindre Asien), som utgör större delen av dagens Turkiet, är ett av de äldsta kontinuerligt bebodda områdena i världen. De östra delarna har utgjorts av det historiska Armenien även kallat Västarmenien. De tidigaste neolitiska bosättningarna som Çatalhöyük, Çayönü, Nevali Cori, Hacılar, Göbekli Tepe och Mersin anses tillhöra de tidigaste mänskliga bostadsorterna i världen. Bosättningen i Troja börjar i neolitisk tid och pågår in i järnåldern. Under den kända historien har indoeuropeiska språk, semitiska språk, sydkaukasiska språk och många språk med okända släktskapsförhållanden talats i Anatolien. Vissa forskare har föreslagit Anatolien som det hypotetiska centrum som de indoeuropeiska språken spreds från. För ca 5000 år sedan påbörjades metallhantering i området.

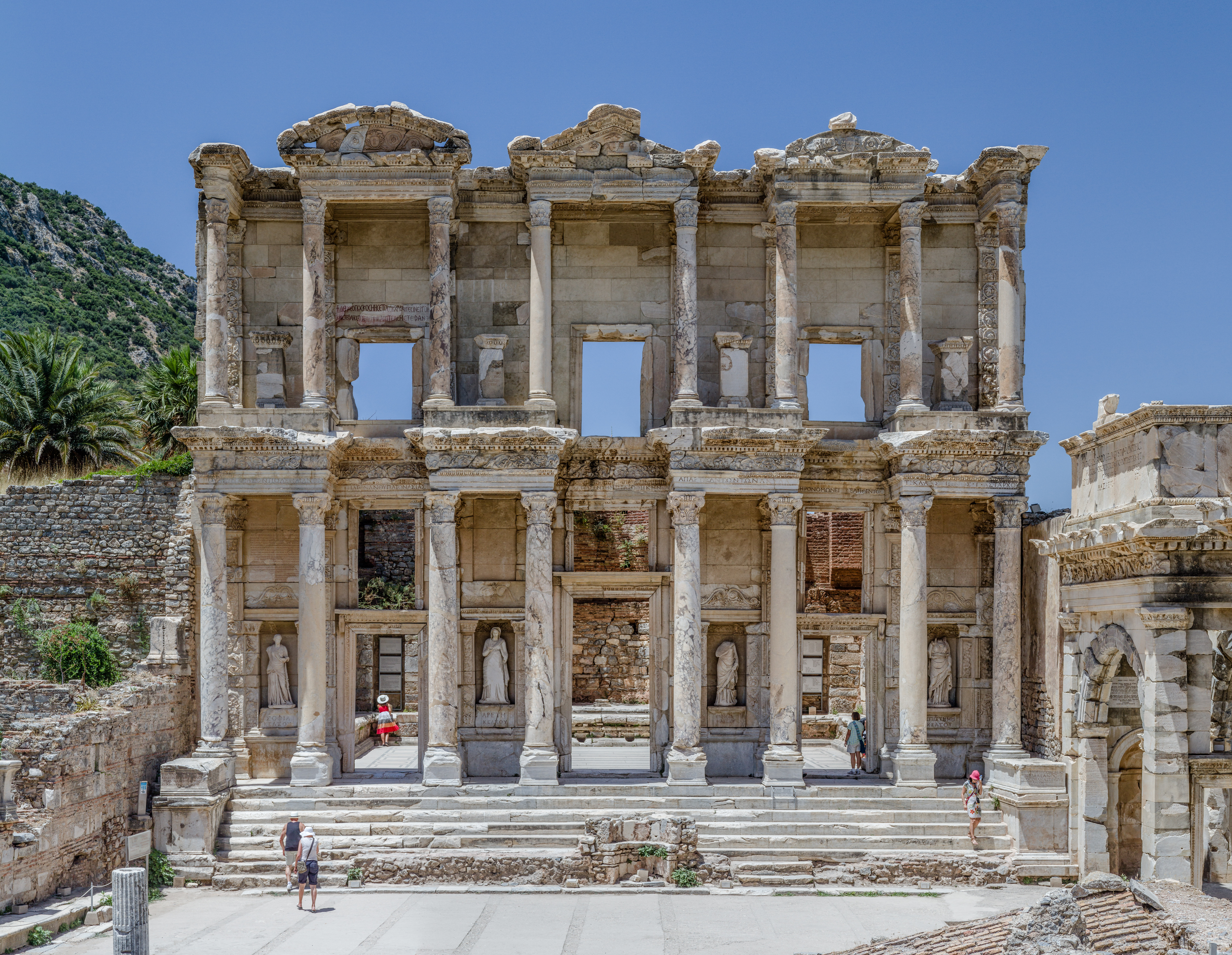
Celsus bibliotek i Efesos, byggt 135 e.Kr.

Det första större riket i området var hettiternas, från 1700-talet till 1200-talet f.Kr. De indoeuropeisk-talande hettiterna utvecklade en högkultur från centrala Anatolien. Hettiterriket omfattade under dess storhetstid på 1300-talet f.Kr., förutom nästan hela Anatolien, även stora delar av nuvarande Syrien och norra Irak. Under hettiterriket utvecklades även järnhanteringen. Senare blev frygierna dominerande tills deras rike förstördes av kimmerierna på 600-talet f.Kr. Även lyder, meder och perser kom att konkurrera om kontrollen av regionen.
Anatoliens västkust och svartahavskusten beboddes samtidigt av joner och eoler, två av de antika grekiska folken. Runt 1240 f.Kr. tog grekerna över Troja, och grundade även Smyrna och Efesos längs västkusten.
Assyrierna bebodde delar av sydöstra Turkiet så långt tillbaka som 1950 f. Kr. Tushhan var assyriernas provinshuvudstad i sydöstra Turkiet 900-600 f.Kr. Assyrierna regerade över sydöstra Turkiet ända fram till år 612 f.Kr., då det assyriska riket erövrades av Babylonien. Hela området erövrades av det persiska akemeniderriket under 500- och 400-talen f.Kr. och senare av Alexander den store år 334 f.Kr. Anatolien delades senare i ett antal små hellenistiska riken (däribland Bitynien, Kappadokien, Pergamon och Pontos), vilka alla underkastades Romerska riket vid mitten av första århundradet f.Kr. År 324 e.Kr. valde den romerske kejsaren Konstantin den store Bysans till ny huvudstad, och döpte om den till Nya Rom (efter hans död omdöpt till Konstantinopel, idag Istanbul). Efter Romerska rikets delning år 395 e.Kr. blev staden huvudstad i Bysantinska riket (Östromerska riket) och Mindre Asien kom att utgöra kärnan i riket.

### Turkarna och Osmanska riket

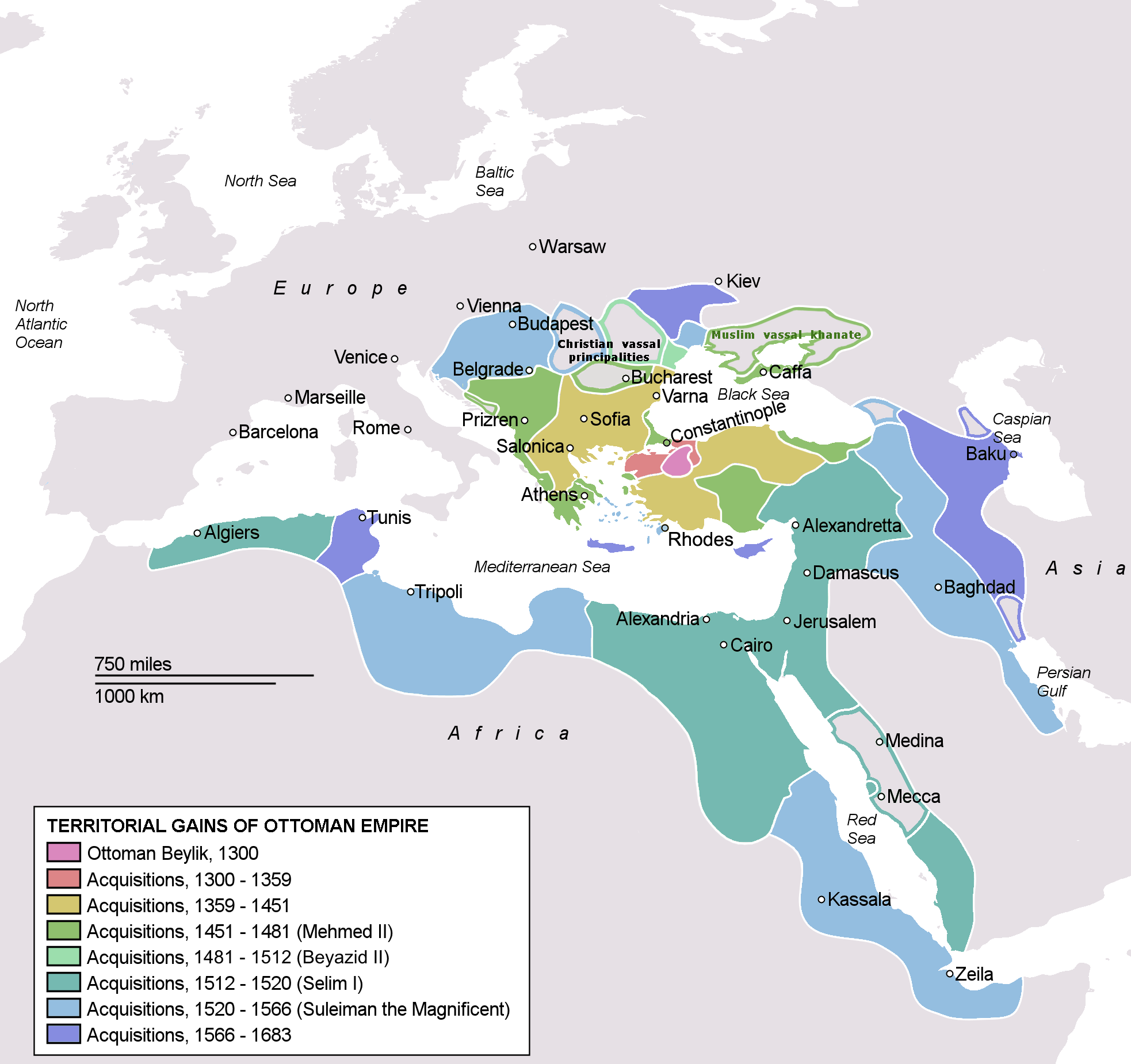
Osmanska riket vid höjden av sin makt år 1683.

Huset Seldjuk var en gren av de oğhuzturkar som på 800-talet var bosatta vid den muslimska världens periferi, norr om Kaspiska havet och Aralsjön. Under 900-talet flyttade seldjukerna från sina ursprungsområden till östanatoliska områden. 

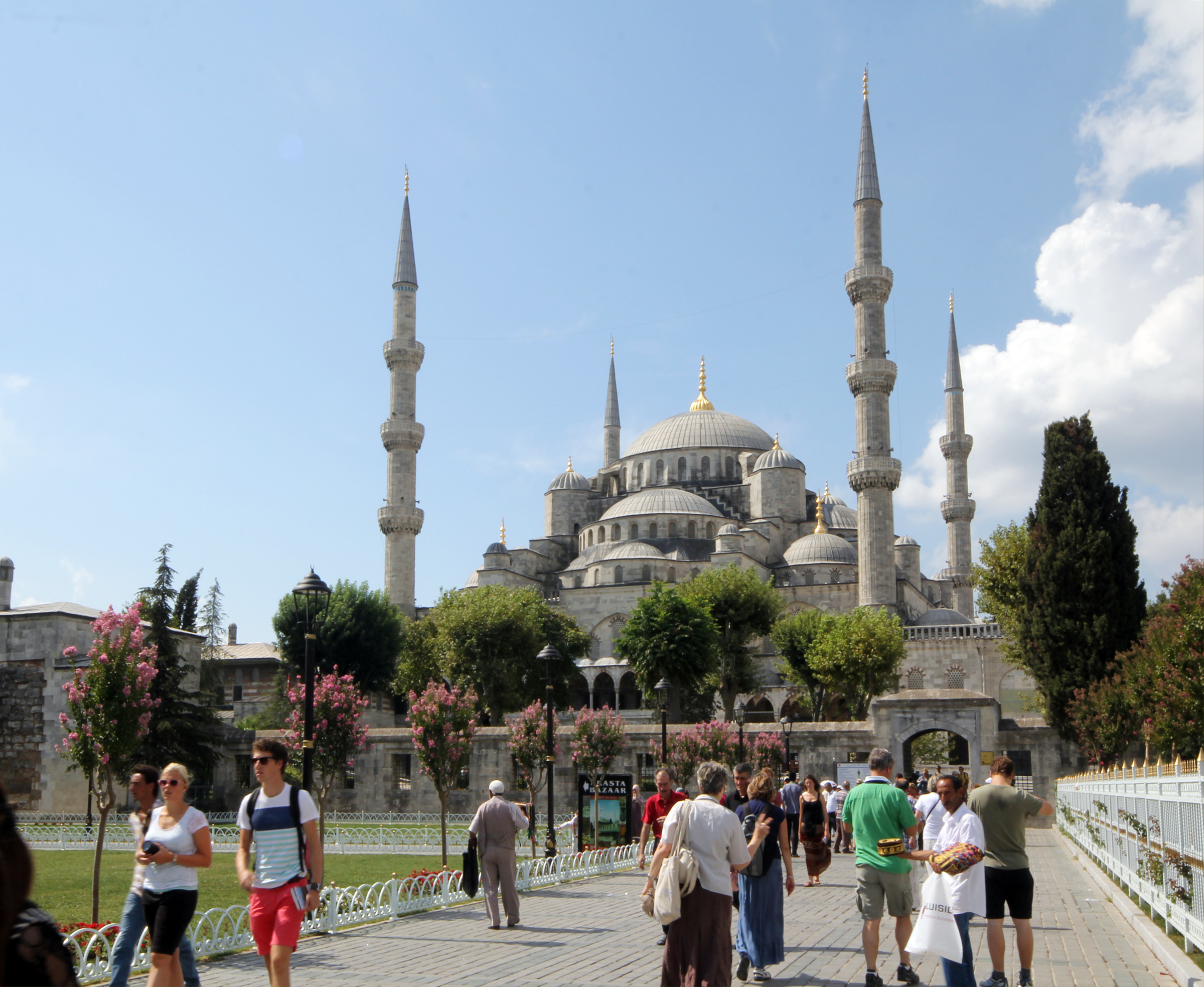
Blå moskén är ett av de mest kända verken i osmansk arkitektur.

Efter sin seger mot Bysantinska riket i slaget vid Manzikert 1071 började turkarna överge sina nomadiska rötter till förmån för en permanent roll i Anatolien, vilket ledde till att det seldjukiska riket bildades. 1243 besegrades seldjukarméerna av mongolerna och imperiets makt föll sakta samman. I dess efterföljd kom ett av de turkiska furstendömena styrt av Osman I att utvecklas till Osmanska riket och därmed fylla det tomrum som lämnats av de kollapsade seldjukerna och bysantinerna. Under 1300-talet började en allt starkare centralmakt i Anatolien (Mindre Asien) att byggas upp och kom att kontrolleras av sultaner i den osmanska ätten med ursprung i sultan Osman I. Ungefär vid den här tiden kan man börja tala om det Osmanska riket. Under 1300- och 1400-talen expanderade riket och behärskade snart den största delen av Anatolien, norra delarna av Grekland samt östra Balkan. En viktig händelse var när riket 1453 erövrade Konstantinopel som snart bytte namn till Istanbul och blev huvudstad i Osmanska riket.

#### Erövringar runt södra Medelhavet och nedgång
På 1500-talet kan Osmanska riket sägas ha nått en av sina mäktigaste perioder. Under århundradet erövrade osmanerna Mesopotamien, Syrien, Palestina, västra delarna av Persien, Arabiska halvön (med de heliga städerna Mecka och Medina), Egypten, Cypern och områdena längs Medelhavets södra kust fram till Marocko. Man kontrollerade även så gott som hela Balkanhalvön, Rumänien, delar av Ungern och nuvarande Österrike (fram till Wien), samt Svarta havets norra kust. Under den här perioden kom landet ofta i strid med makterna i Östeuropa under dess framryckning över Balkan och södra delen av Polsk-litauiska samväldet. Det osmanska riket var ett multireligiöst och etniskt varierande land där eliten inte i första hand identifierade sig som t.ex. turkar utan snarare som "osmaner". Muslimer från olika inriktningar var formellt likvärdiga och kristna och judiska grupper var i hög grad självstyrande så länge de betalade skatt och fullgjorde andra åtaganden till sultanen via sina företrädare milleterna. Även armenier, assyrier/syrianer/kaldéer och greker hade en viss religionsfrihet. Kurderna hade även de under perioden en stor autonomi och styrde över 15 emirat inom det osmanska riket.

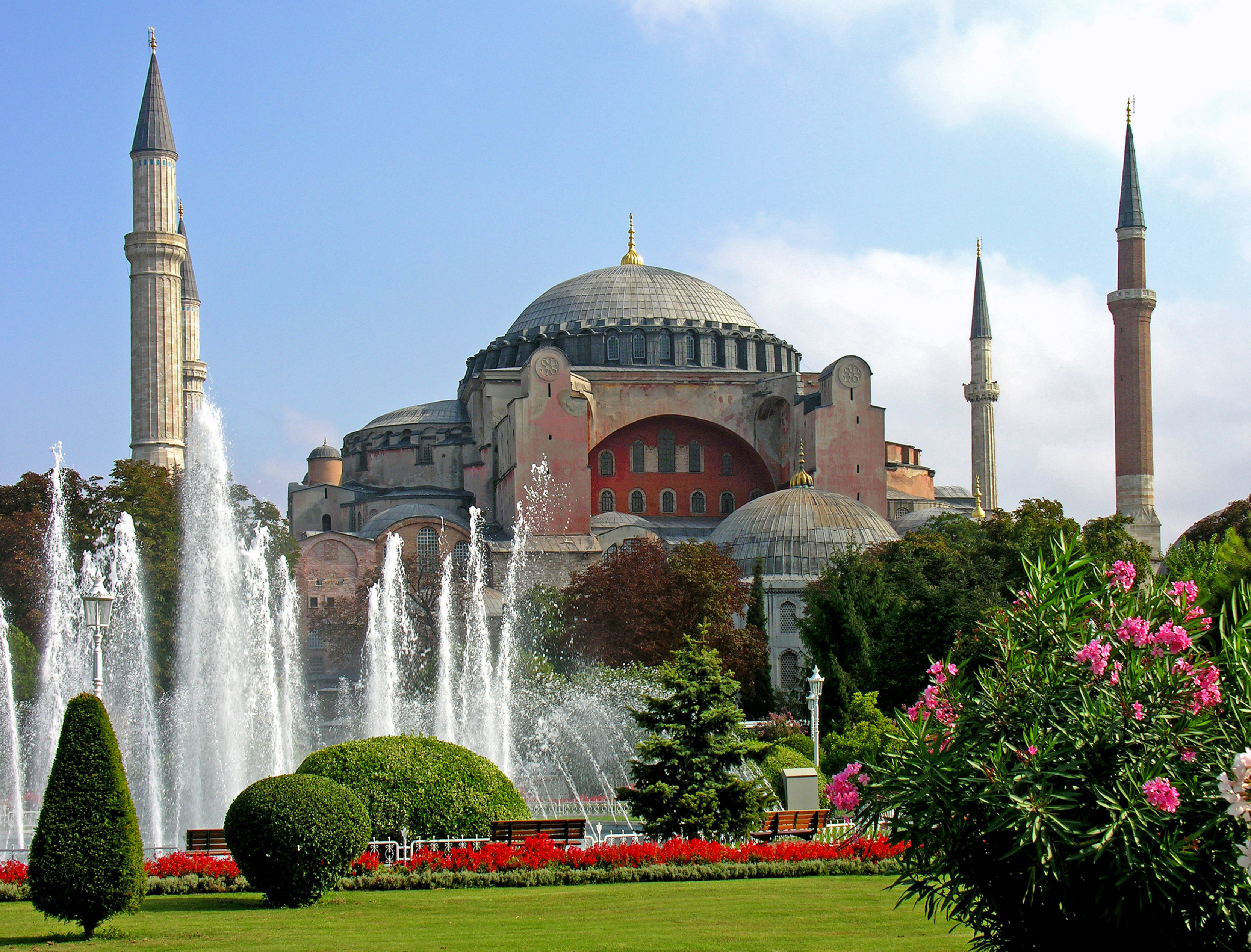
Hagia Sofia, latin Sancta Sophia eller Sancta Sapientia, i Istanbul i Turkiet byggdes ursprungligen som en kristen kyrka åren 532–537 av Justinianus I. Till följd av brytningen mellan den västliga och östliga kristenheten blev den senare förknippad med den grekisk-ortodoxa kyrkan.

På 1600- och 1700-talen inleddes en period av nedgång för riket och på 1800-talet började landet falla sönder, även trots genomförda reformer. Grekland blev självständigt från Osmanska riket 1829 och senare även Serbien, Rumänien och Bulgarien. Det sönderfallande riket kom att kallas Europas sjuke man och hamnade på 1850-talet i krig med Ryssland: Krimkriget (1853-56). Kriget utlöstes både av religiösa konflikter i Heliga landet och de europeiska stormakternas kamp om kontroll av det osmanska territoriet. Konflikten började med den ryska ockupationen av Moldavien och Valakiet, varefter osmanerna förklarade krig mot Ryssland. 1854 anslöt Storbritannien och Frankrike till kriget på den osmanska sidan som ett sätt att skydda sina intressen i Mellanöstern. Kriget avslutades 1856 med Parisfreden, som innebar att Ryssland erkände Osmanska rikets självständighet, återlämnade det territorium som de hade ockuperat och att Svarta havet demilitariserades.

#### Ungturkarna och konflikter i Europa
De reformer och den modernisering som pågick under 1800-talet avslutades i samband med tronskiftet 1876 då Abd ül-Hamid II tog över efter Abd ül-Aziz, något som fick motståndet mot sultanen bland intellektuella och militärer att växa. I samband med det här bildades den nationalistiska rörelsen ungturkarna. 1908 utlyste sultanen ett parlamentsval som en reaktion på ett uppror inom armén och ungturkarna vann valet. Osmanska riket fortsatte att delas upp, bland annat under första Balkankriget 1912-13 och andra Balkankriget 1913, efter vilka så gott som alla områden i Europa (utom delar av Thrakien) hade tillfallit andra stater. I samband med det här segrade en mer auktoritär falang inom ungturkarna och Enver Pascha tog över ledningen av landet, vilket ledde till en militärdiktatur.
Osmanska riket gick in i första världskriget som allierad med centralmakterna Tyskland och Österrike-Ungern 1914, inte minst som ett skydd mot Ryssland. Osmanerna stred huvudsakligen vid fyra fronter under första världskriget: Kaukasus, Dardanellerna (slaget vid Gallipoli), Sinai-Palestina och Mesopotamien-Irak. Även om landet underskattades av båda allierade och motståndare så lyckades de åsamka betydande skada, inte minst mot Storbritannien. Riket blev dock slutgiltigt besegrat av ententen och ingick vapenstillestånd 30 oktober 1918. Efter kriget slöts freden i Sèvres 1920 som dock ersattes av fördraget i Lausanne 1923. Uppgörelsen innebar att det Osmanska riket avskaffades och delades upp och att Turkiet blev en nationalstat.

### Republiken Turkiet

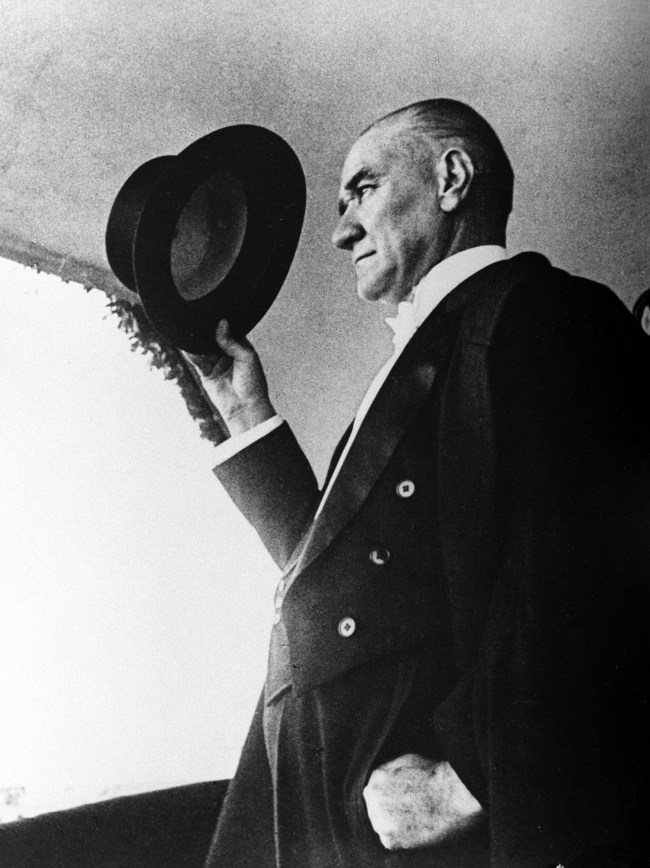
Mustafa Kemal Atatürk, den turkiska republikens grundare och förste president.

I Osmanska rikets slutskede under första världskriget genomfördes det armeniska folkmordet, det assyrisk-syrianska folkmordet även kallat Seyfo, och det grekiska folkmordet vars syfte var att skapa ett homogent Turkiet. De osmanska ungturkarnas aktioner ledde till tvångsförflyttningar och 300 000 (enligt osmanska arkiv) till 600 000 (enligt Arnold J. Toynbee, en underrättelseofficer i brittiska Foreign Office under första världskriget) eller upp till över 1 000 000 (enligt armeniska källor) armeniers död. Det råder oklarhet i vad som hände. Turkiet menar att det som inträffade inte var ett folkmord, medan Armenien, Sverige, Frankrike, Kanada och många andra länder erkänt folkmordet och flera forskare, och organisationer som International Association of Genocide Scholars (IAGS), världens ledande auktoritet inom forskningen om folkmord, menar att det var ett folkmord.
Ockupationen av Istanbul och ockupationen av İzmir av de allierade i efterdyningarna av första världskriget ledde till att en turkisk nationell rörelse upprättades. Under ledning av Mustafa Kemal Pascha, en militär befälhavare som hade utmärkt sig under slaget vid Gallipoli, förde nationalisterna det turkiska självständighetskriget med målsättningen att upphäva villkoren från freden i Sèvres.
Grekerna sökte med vapenmakt framtvinga turkarnas underkastelse men slogs i grund under grek-turkiska kriget. Den 18 september 1922 var de ockuperande arméerna bortdrivna och den nya turkiska staten kunde bildas, om än på ett klart mindre territorium än Osmanska riket hade omfattat före första världskriget. Den 1 november avskaffade det nya parlamentet sultanatet, och avslutade därmed 623 år av osmanskt styre. Lausannefreden 1923 ledde till internationellt erkännande av den nyligen bildade "Republiken Turkiet" som Osmanska rikets efterföljarstat. Republiken utropades officiellt 29 oktober 1923 i den nya huvudstaden Ankara.
Mustafa Kemal blev republikens första president och genomförde fram till sin död 1938 omfattande reformer för att omvandla det gamla islamska sultanatet till en modern nationalstat. I enlighet med lagen om familjenamn gav det turkiska parlamentet Mustafa Kemal hedersnamnet "Atatürk" (Turkarnas fader) 1934.

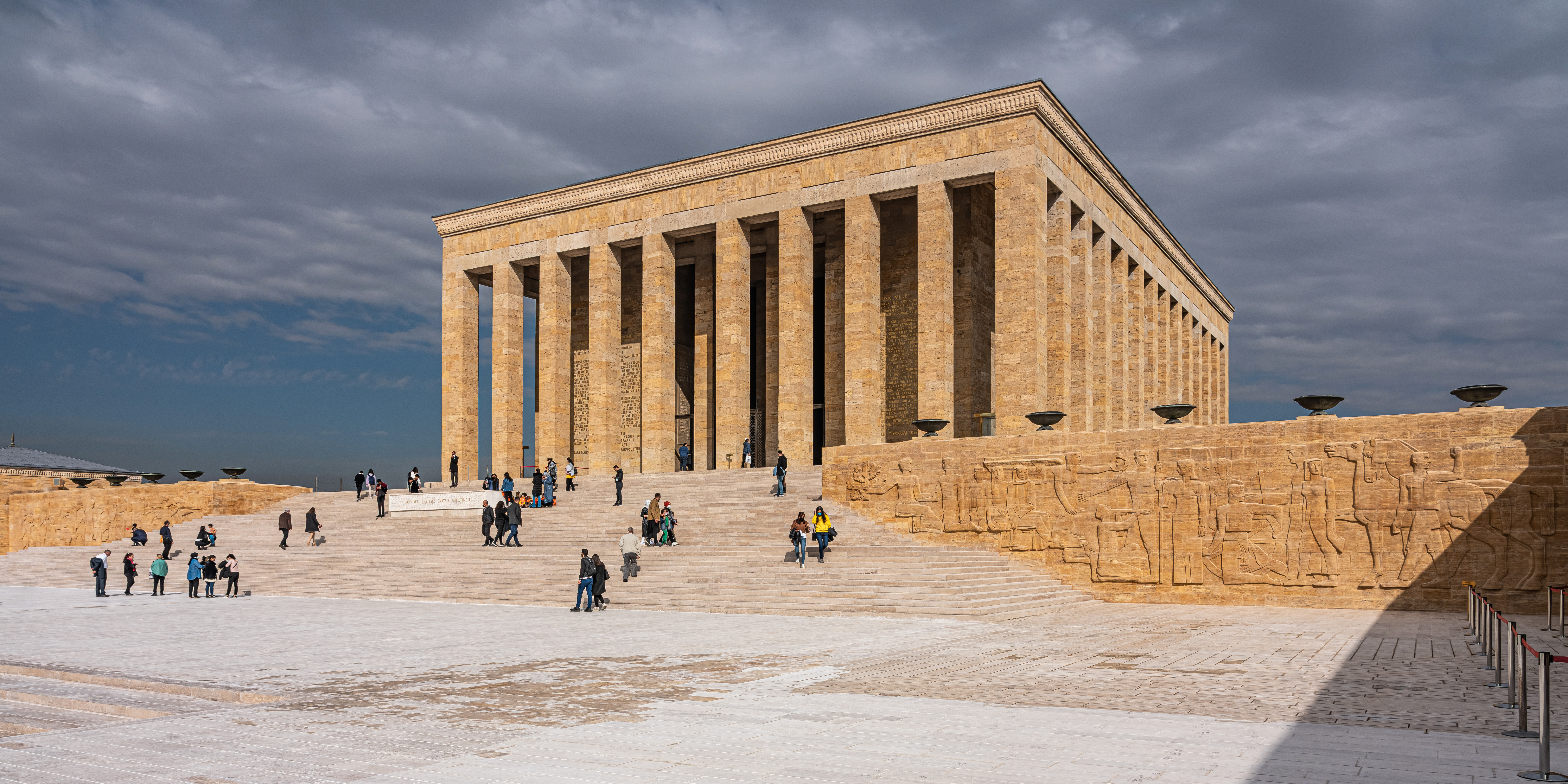
På dagen 15 år efter Mustafa Kemal Atatürk död, 10 november 1953, förflyttades hans kvarlevor till det nyligen färdigbyggda mausoleet Anıtkabir i Ankara.

Turkiet gick med i andra världskriget på de allierades sida den 23 februari 1945 som en ceremoniell gest och blev medlem av Förenta nationerna 1945. När Grekland hade svårigheter efter kriget med att undertrycka ett kommunistiskt uppror, och Sovjetunionen ställde krav på militärbaser i Bosporen och Dardanellerna, deklarerade USA 1947 den så kallade Trumandoktrinen. Doktrinen innebar att USA avsåg att garantera Turkiets och Greklands säkerhet, och ledde till storskaligt militärt och ekonomiskt stöd från USA.
Efter att ha deltagit med FN-styrkor i Koreakriget gick Turkiet med i Nato 1952 och kom på grund av sin gräns mot Sovjetunionen att vara strategiskt viktigt under kalla kriget.
Turkiet invaderade Cypern vid Cypernkrisen 1974, efter att inbördes stridigheter pågått i ett årtionde och en grekiskinspirerad kupp hade genomförts. Nio år senare utropades Turkiska republiken Nordcypern, som enbart erkänns av Turkiet. Cypernfrågan är ännu inte löst.
Enpartiperioden tog slut 1945 och följdes av en flerpartiperiod som kännetecknades av spänningar, särskilt från 1960-talet till 1980-talet, då perioder av politisk instabilitet ledde till ett antal militärkupper, 1960, 1971, 1980 och en "postmodern statskupp" 1997. Liberaliseringen av Turkiets ekonomi som började på 1980-talet förändrade landets landskap och perioder av hög tillväxt följdes av kriser under de följande årtiondena. Efter 1980-talet har den politiska och ekonomiska situationen förbättrats och landet förhandlar sedan 3 oktober 2005 om medlemskap i Europeiska unionen.
1984 inleddes ett inbördeskrig mellan den turkiska staten och Kurdistans arbetarparti (PKK). Den militära konflikten var som mest intensiv fram till 1999, men pågår fortfarande (2022).

#### Turkiet under Erdoğan
Det konservativa Rättvise- och utvecklingspartiet (AKP) har styrt Turkiet sedan 2002. Nuvarande president Recep Tayyip Erdoğan var premiärminister mellan 2003 och 2014, då han tog över presidentposten från Abdullah Gül.
Under AKP:s första år vid makten upplevde Turkiet en kraftig ekonomisk uppgång, med förbättrad levnadsstandard för stora delar av befolkningen. De senaste åren har ekonomin dock stagnerat, med skenande inflation och arbetslöshet, samtidigt som landet enligt många bedömare utvecklats i en auktoritär riktning.
I slutet av april 2007 demonstrerade en halv miljon människor i Istanbul och Ankara mot vad man anser vara den nuvarande regeringens ökade islamisering av Turkiet. På grund av oppositionens bojkott av de omgångar av presidentvalet som ägde rum i det turkiska parlamentet, där AKP har majoritet, och som följaktligen ogiltigförklarades, hoppade AKP:s presidentkandidat Abdullah Gül av presidentkampanjen. Till följd av det politiska dödläget röstade parlamentet den 10 maj genom en grundlagsreform som innebär att presidenten väljs direkt i folkval för en femårsperiod och kan väljas om i stället för den nuvarande sjuårsperioden utan möjlighet till omval. För att reformen ska träda i kraft måste det godkännas av den sittande presidenten, alternativt genom folkomröstning eller beslut i författningsdomstolen. Sezers mandatperiod gick ut den 16 maj. Nyval till parlamentet hölls den 22 juli, framflyttat från det tidigare planerade datumet i november. Nyvalet vanns av regeringspartiet AKP. Abdullah Gül valdes till president den 28 augusti 2007, därefter Tayyip Erdoğan den 28 augusti 2014.

Efter valet 2011 hade AKP fortsatt egen majoritet i parlamentet, den tredje mandatperioden med egen majoritet.

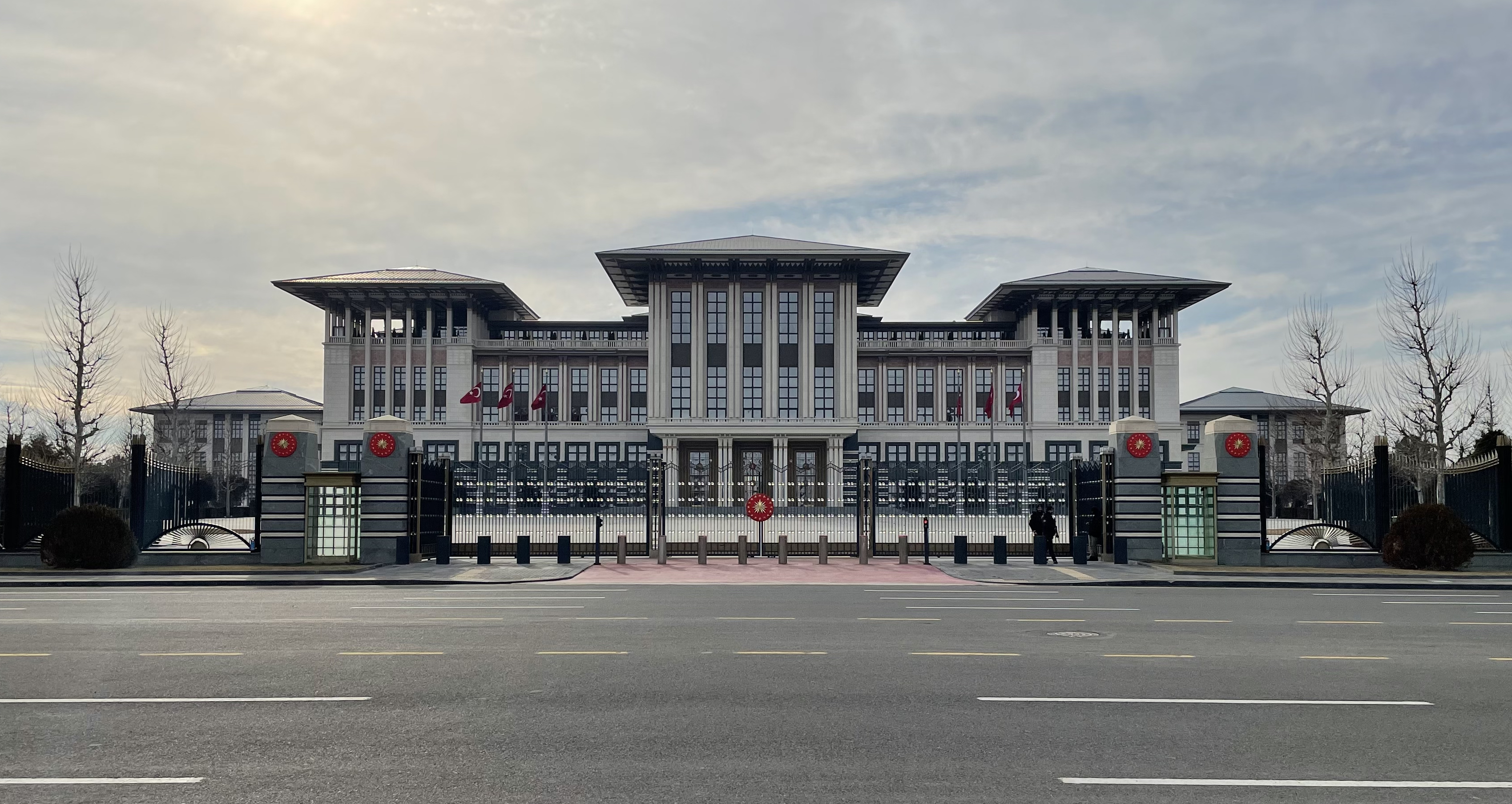
Presidentpalatset är den turkiska presidentens officiella residens.

Kuppförsöket 2016 blev startskottet för en allt mer hårdför politik, som bland annat har inneburit att hundratusentals människor har fängslats eller avskedats, anklagade för samröre med Gülenrörelsen, som Erdoğan pekar ut som ansvarig för kuppen (predikanten Fethullah Gülen nekar själv till inblandning). Även ett stort antal journalister har fängslats på oklara grunder. Erdoğan har framträtt som allt mer auktoritär. I april 2017 formaliserades hans ökade makt genom en folkomröstning som godkände författningsändringar som gav presidentämbetet näst intill diktatoriska befogenheter. 
Efter att ha omvalts som president 2018 började Erdoğan genom olika lagar och dekret omforma statsapparaten på ett sätt som i princip innebar att den tidigare parlamentarismen ersattes av ett presidentstyre, med en mycket stor koncentration av makt till statschefen.
Samtidigt har Erdoğan och AKP gett islam en allt mer framskjuten plats i det historiskt sett starkt sekulära Turkiet.

## Geografi
Turkiets territorium är över 1 600 km långt och 800 km brett, med en grovt rektangulär form. Landet, som till ytan är världens 37:e största, upptar inklusive sjöar 779 452 km², av vilka 23 764 km² utgörs av Östra Thrakien i Europa och 755 688 km² (97 %) ligger i sydvästra Asien på halvön Anatolien (även kallad Mindre Asien).
Turkiet omges av hav på tre sidor: Egeiska havet i väster, Svarta havet i norr och Medelhavet i söder. Turkiet innefattar också Marmarasjön i nordväst. Bosporen, Marmarasjön och Dardanellerna binder samman Svarta havet och Medelhavet och utgör gränsen mellan Europa och Asien.
Turkiet gränsar, i medurs ordning, till följande åtta länder: Grekland, Bulgarien, Georgien, Armenien, Azerbajdzjan (exklaven Nachitjevan), Iran, Irak och Syrien.
Turkiet indelas geografiskt i sju regioner: Marmararegionen, Egeiska regionen, Svartahavsregionen, Centrala Anatolien, Östra Anatolien, Sydöstra Anatolien och Medelhavsregionen.
I Anatolien ligger också Kap Baba som är Turkiets fastlands västligaste punkt samt bergskedjan Taurusbergen, där bland annat Eufrat och Tigris har sin källa.

### Topografi och hydrografi

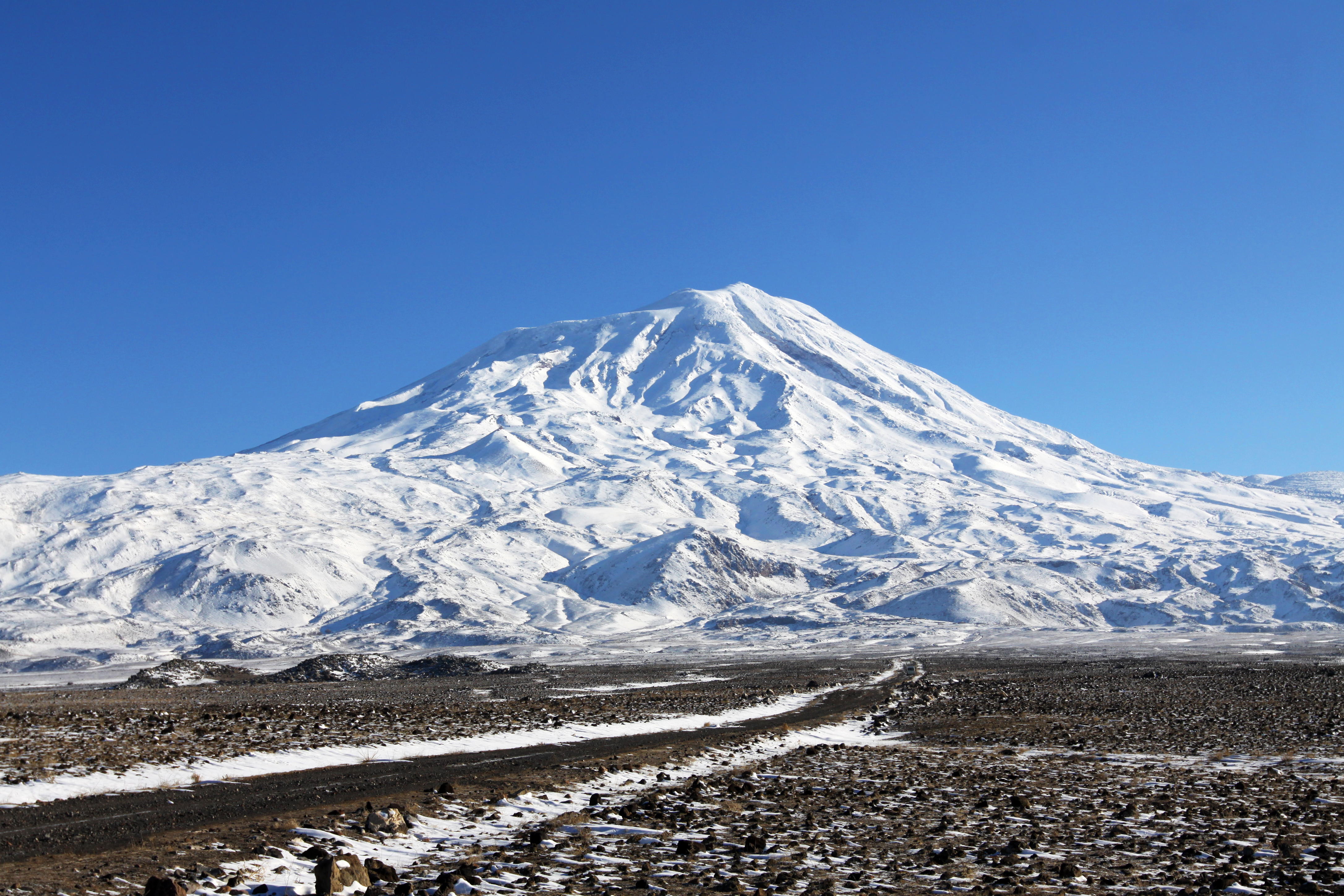
Ararat (5 165 meter) är den högsta toppen i Turkiet och ligger i Iğdır-provinsen i östra Anatolien.

Anatolien består i stort av en höglänt centralplatå innesluten av de Pontiska bergen i norr och Taurusbergen i syd samt med smala kustområden utanför dessa bergskedjor. Den ojämna nordanatoliska terrängen som löper längs Svarta havet liknar ett långt, smalt bälte. Denna region utgör ungefär en sjättedel av Turkiets totala yta. Den allmänna tendensen är att den anatoliska platån i inlandet blir allt mer ojämn ju längre österut den kommer. Vid Anatoliens fäste innefattar Turkiet även delar av det bergiga Armeniska höglandet där bland annat den stora Vansjön och berget Ararat, Turkiets högsta punkt på 5 165 meter, ligger. Det är också det område där floderna Eufrat och Tigris har sina källor.

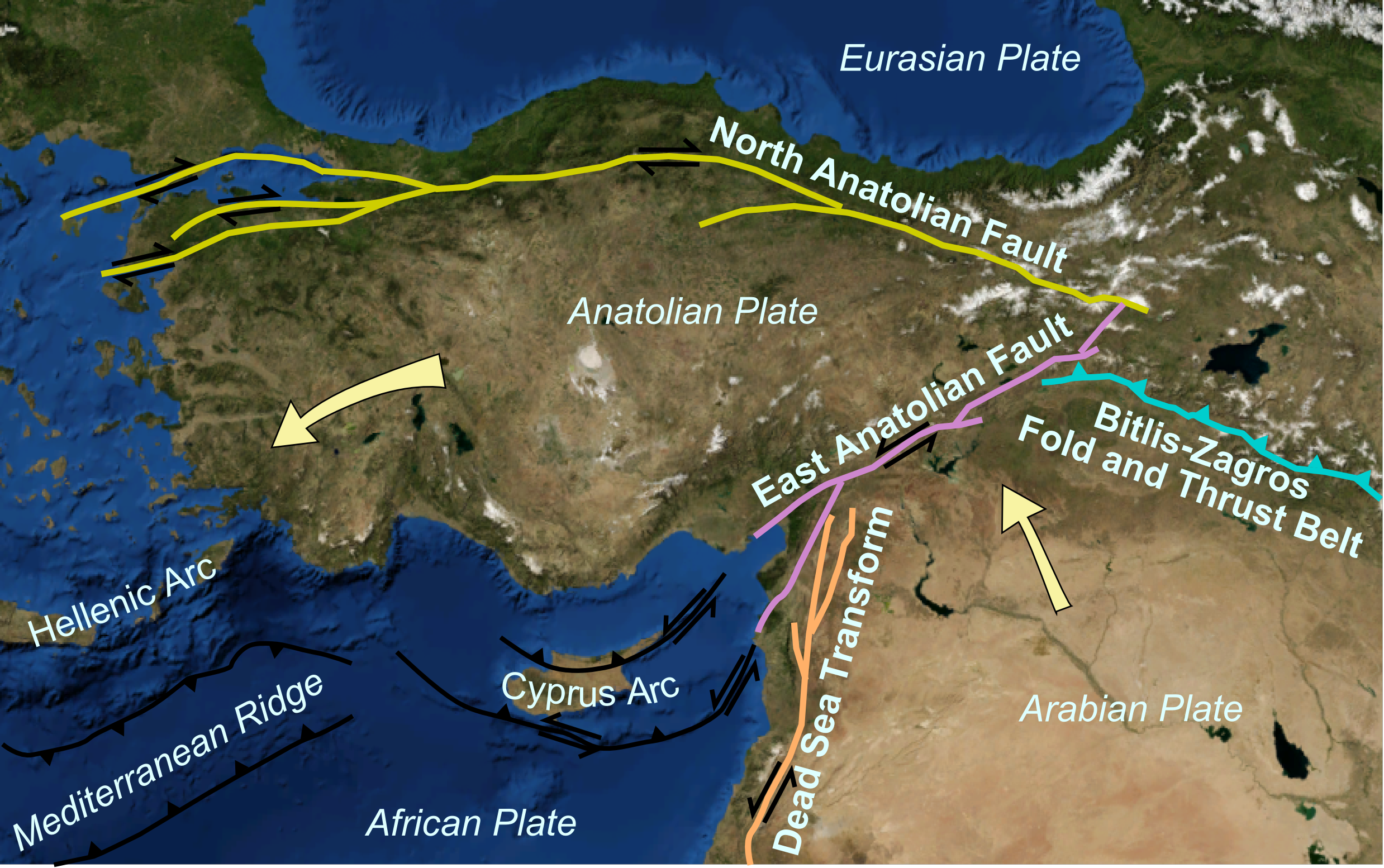
Tektoniska strukturer kring den anatoliska plattan.

Turkiets varierade landskap är en följd av komplexa jordrörelser som har format området i miljontals år och fortfarande visar sig i relativt många jordbävningar och ibland i vulkanutbrott. Bosporen och Dardanellerna finns till på grund av de förkastningar som löper genom Turkiet och ledde till Svarta havets tillkomst.
Bakgrunden till jordrörelserna är att Turkiet till största delen ligger på den lilla anatoliska kontinentalplattan och dess norra och östra gränsområden. Det är störst risk för kraftiga jordbävningar i dessa gränsområden, vilket gör att de norra och östra delarna av landet, har de största riskerna för kraftiga jordbävningar. I nordväst innebär detta en extra stor risk med tanke på den stora befolkningskoncentrationen i området. Vid jordbävningen i İzmit 1999 omkom drygt 17 000 människor.

### Klimat
Klimatet är ett subtropiskt medelhavsklimat vid västra och södra kusten med heta, torra somrar och milda, fuktiga och kalla vintrar, ett tempererat kustklimat i nordkusten med varma, våta somrar och milda, fuktiga och kalla vintrar, men förhållandena kan vara mycket strängare i det torrare inlandet. Bergen nära kusten hindrar medelhavsklimatet från att sprida sig inåt land, vilket ger det inre av Turkiet ett inlandsklimat med distinkta årstider. Den centrala anatoliska platån utsätts mer för extremer än kustområdena. Vintrar på platån är särskilt stränga. Temperaturer på −30 °C till −40 °C kan förekomma i de kurdiska bergsområdena i öster, och det kan ligga snö på marken 120 dagar om året. I väster är vintertemperaturen i genomsnitt under 1 °C. Somrarna är heta och torra, med temperaturer som vanligen överstiger 30 °C på dagen. Den årliga nederbörden är i genomsnitt ungefär 400 millimeter. De faktiska mängderna bestäms av höjdläget. De torraste områdena är Konyaslätten och Malatyaslätten, där den årliga nederbörden ofta är mindre än 300 millimeter. Maj är i allmänhet den fuktigaste månaden, medan juli och augusti är de torraste.

## Styre och politik

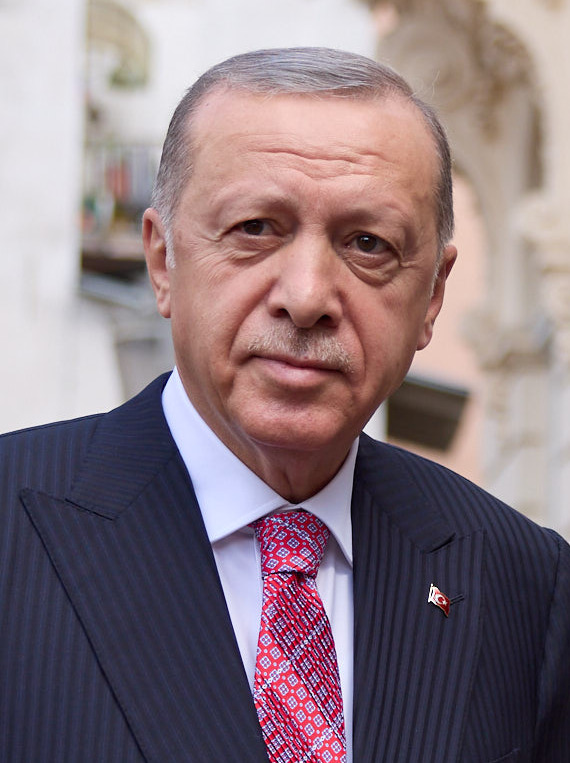
Recep Tayyip Erdoğan (AKP) är Turkiets president sedan 2014.

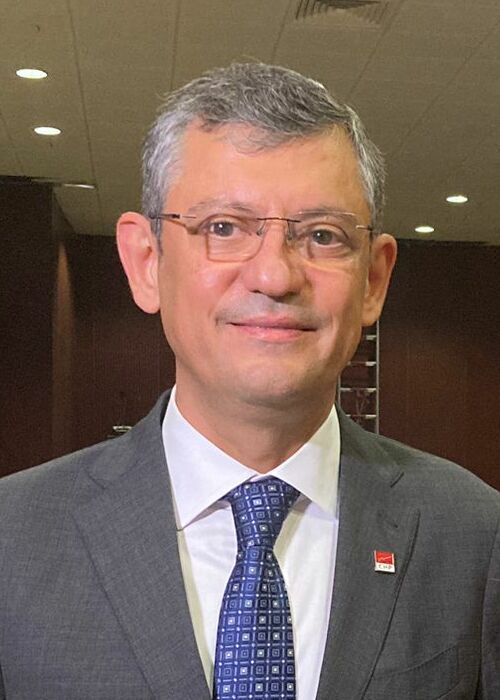
Özgür Özel (CHP) är Turkiets största oppositionspartis ledare sedan 2023.

### Författning och styre
Turkiets konstitution slår fast de huvudsakliga principerna för statsstyrelsen och fastslår att Turkiet är en centraliserad enhetsstat. Den nuvarande konstitutionen trädde i kraft den 7 november 1982, under en tid av militärdiktatur (se Turkiets historia). Den antogs genom folkomröstning 1982 och har ändrats ett flertal gånger under senare år. I januari 2017 antog parlamentet en ny kontroversiell grundlagsändring som utökar presidentens maktbefogenheter. I april 2017 innebar Ja-sidans seger i folkomröstningen om ny grundlag ett kraftigt utökande av presidentens befogenheter i Turkiet.

#### Presidenten
Turkiet är sedan 2018 en presidentialisk republik, då en rad författningsändringar infördes som innebar en övergång från det tidigare parlamentariska styrelseskicket. Ändringarna, som nätt och jämnt godkändes i en folkomröstning, beslutades av parlamentet 2017 och trädde i kraft 2018. En av de största förändringarna var att rollen som premiärminister avskaffades, samt att rollen som president stärktes och där denne sedan 2018 är både stats- och regeringschef. Presidenten kan själv utse ministrar i regeringen och ett fritt antal vicepresidenter samt utnämna eller avskeda högre ämbetsmän utan parlamentets godkännande.
Presidenten röstas fram genom direktval för en mandatperiod om fem år, med möjlighet till omval en gång. Om parlamentet utlyser nyval under presidentens andra mandatperiod har dock denne rätt att på nytt ställa upp till omval. År 2014 valdes Recep Tayyip Erdoğan (AKP), tidigare premiärminister, till president. 

#### Parlamentet
Den lagstiftande makten utövas av nationalförsamlingen, parlamentet, som har en kammare. Parlamentet har 600 ledamöter som väljs för en femårsperiod. Valet till nationalförsamlingen sker i ett proportionellt valsystem enligt d’Hondts metod med partilistor från 85 valkretsar som motsvarar de 81 administrativa provinserna (Istanbul är indelat i tre valkretsar och Ankara och Izmir i vardera två på grund av deras stora folkmängd). Procentspärren låg länge på tio procent av rösterna för att bli representerade i parlamentet, något som ändrades till 7 procent 2022. Den tidigare högre spärren orsakade att enbart två partier fanns representerade i parlamentet efter valet 2002.
Oberoende kandidater får kandidera och måste få tio procent av rösterna i sin valkrets för att bli valda. Allmän rösträtt för båda könen har tillämpats i Turkiet sedan 1933, och varje turkisk medborgare, som har uppnått 18 års ålder, har rösträtt. År 2004 fanns 50 registrerade politiska partier i landet. Författningsdomstolen kan frånta offentligt partistöd från partier som den avgör är antisekulära eller separatistiska, eller förbjuda dem helt och hållet.

#### Domstolar
Turkiet har en författningsdomstol som ska granska presidentens arbete. De flesta av ledamöterna i domstolen tillsätts dock av presidenten själv. Under partiet AKP:s regeringstid har kontrollen över författningsdomstolar och övriga domstolar gradvis ökat och större utrensningar inom rättsväsendet skedde i efterdyningarna av statskuppen 2016. Nya lagar som antogs efter kuppen skapade en ny struktur för domstolarna och gav regeringen möjlighet att se till att de domare som tillsattes skulle vara lojala mot regeringspartiet. Sedan 2018 gäller även nya bestämmelser i nämnden som tillsätter och avsätter anställda i domstolsväsendet. Fyra ledamöter i nämnden tillsätts gemensamt av parlament och presidenten, därutöver tillsätts ytterligare sju ledamöter av parlamentet på egen hand.

### Politik
Sedan Turkiet grundades som republik 1923 har landet utvecklat en stark tradition av sekularism.

#### Val och partier
Rättvise- och utvecklingspartiet (AKP), som leds av Recep Tayyip Erdoğan, är ett av de dominerande partierna i Turkiet och har styrt landet sedan 2002. Partiets ideologi bygger på en konservativ tolkning av islam, något som attraherat konservativa sunnimuslimer främst på landsbygden och mindre städer men även företagare som stödjer partiets ekonomiska politik. Under partiets första mandatperiod stöddes det även av intellektuella i storstäderna, inte minst för de demokratiska reformer som AKP drev igenom. Reformerna avtog i takt med att AKP etablerade sig som ett nytt maktparti.
Ett annat av de stora partierna är Republikanska folkpartiet (CHP) där Özgür Özel är partiledare sedan 2023, delvis som en konsekvens av att partiet förlorade valet 2023. Partiet grundades av Kemal Atatürk och förespråkar främst sekularism, men har också en bredare ideologi med bas i kemalismen. Historiskt har CHP setts som ett socialdemokratiskt parti, men har sedan millennieskiftet blivit allt mer nationalistiskt och präglat av militära krafter. Väljarbasen består till stor del av personer inom militären, rättsväsendet och byråkratin som bor i storstäderna.
I parlamentsvalet den 7 juni 2015 förlorade AKP den egna majoriteten, efter att ytterligare ett parti, HDP, ett kurd-vänligt vänsterinriktat parti, klarat tioprocentsspärren till parlamentet. Av parlamentets 550 platser fick AKP 258, CHP 132, HDP 80 och det högerextrema nationalistpartiet MHP 80 platser. Man lyckades inte nå någon överenskommelse inom de 45 dagar man har på sig efter valet, varför det inom 90 dagar måste hållas ett nyval, vilket utlystes till den 1 november 2015.
I nyvalet den 1 november 2015 fick AKP åter egen majoritet i parlamentet. Av parlamentets 550 platser fick AKP 317, CHP 134, HDP 59 och MHP 40 platser. Valet fick dock internationell kritik för orättvisa förutsättningar med försämrad pressfrihet och attacker mot och fängslande av framförallt aktiva HDP-medlemmar.

### Internationella relationer

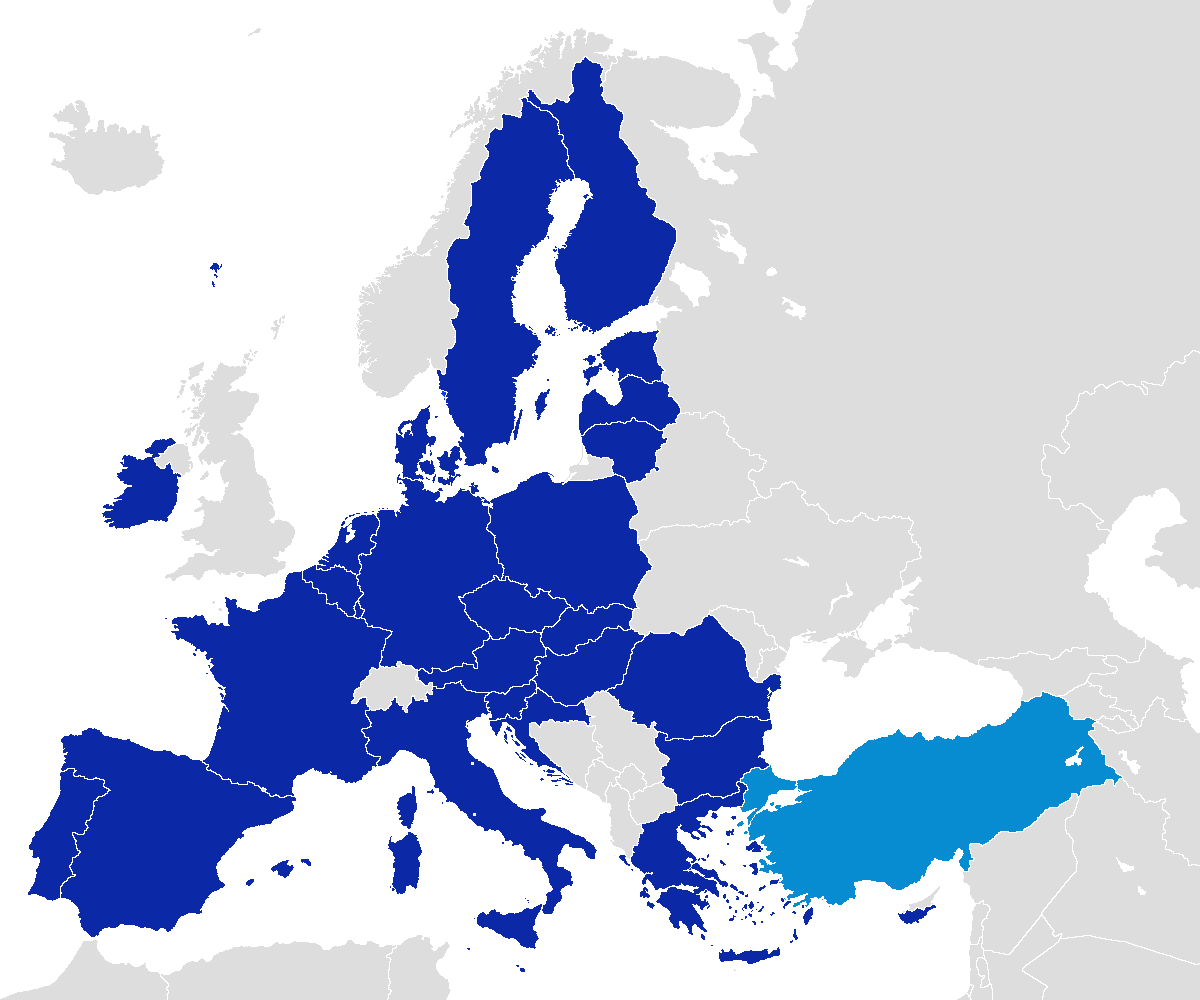
Turkiet har varit i formella anslutningsförhandlingar med Europeiska unionen sedan 2005.

Turkiets huvudsakliga politiska, ekonomiska och militära förbindelser har förblivit rotade i väst sedan republiken grundades och gick med i Nato 1952. Ankara blev en betydelsefull strategisk allierad i att avleda sovjetiska styrkor från Centraleuropa och förhindra deras expansion till Medelhavet. Fastän Turkiet i första hand var en västorienterad aktör i internationella sammanhang, odlade landet också förbindelser med Mellanöstern, och blev den enda Nato-medlemmen i Islamiska konferensen samt knöt nära förbindelser med Israel.
Europeiska unionen är Turkiets största handelspartner, och närvaron av en väletablerad turkisk diaspora i Europa har bidragit till omfattande förbindelser mellan de båda under årens lopp. Turkiet blev medlem av Europarådet 1949, ansökte om associerat medlemskap i EG (föregångare till EU) 1959 och blev associerad medlem 1963. Efter årtionden av politiska förhandlingar ansökte Turkiet om fullt medlemskap i EG 1987, slöt ett avtal om tullunion med EU 1995 och inledde officiellt anslutningsförhandlingar 3 oktober 2005. Det anses att anslutningsprocessen kommer att ta minst 15 år på grund av Turkiets storlek och vidden av skiljaktigheterna i vissa frågor.
Historiskt har det förekommit spänningar i relationerna med grannlandet Grekland. Den länge delade ön Cypern och dispyterna om Egeiska havets luft- och sjögränser är de huvudsakliga tvisteämnena mellan de två grannländerna. Nyligen har Cypernfrågan blivit en av de största tvistefrågorna i Turkiets anslutningsförhandlingar med EU, eftersom Turkiet vägrar öppna sina hamnar för grekcypriotisk trafik. Trots detta har de två länderna gått in i en mycket mer positiv period i sina relationer med varandra, efter jordbävningarna i Turkiet och Grekland 1999 och de snabba räddningsinsatserna från båda sidor. Grekland stödjer nu aktivt Turkiets kandidatur till att bli EU-medlem.
Sedan slutet av Kalla kriget har Turkiet aktivt byggt upp relationer med före detta kommunistiska stater i Östeuropa och Centralasien, vilket har lett till många ömsesidiga investeringar och migrationsströmmar mellan dessa stater och Turkiet. Turkiets relationer med grannlandet Armenien är dock fortfarande spända på grund av det fortsatta dödläget i Nagorno-Karabach mellan Armenien och Azerbajdzjan, ett turkspråkigt grannland som är allierat med Turkiet. En annan viktig fråga rör det armeniska folkmordet 1915-17. Den turkiska regeringen avfärdar uppfattningen att dessa händelser utgjorde ett folkmord och hävdar istället att dödsoffren berodde på etniska konflikter, sjukdomar och svält.
På grund av dess sekulära traditioner har Turkiet sett med misstänksamhet på vissa länder i regionen, vilket har orsakat spänningar, särskilt med dess största granne Iran.
Fastän Turkiet deltog i den Natoledda fredsbevarande operationen i Afghanistan efter 11 september-attackerna 2001, väckte Irakkriget starkt inhemskt motstånd i Turkiet. Ett regeringsförslag om att tillåta amerikanska trupper att attackera Irak från Turkiets sydöstgräns uppnådde inte den absoluta majoritet på 276 röster som krävdes för att parlamentet skulle anta det, utan fick stöd av 264 röster mot 250. Detta ledde till en avkylning av relationerna mellan USA och Turkiet och farhågor för att de skulle skadas av situationen i Irak. Turkiet är särskilt bekymrat över utsikten att en självständig kurdisk stat kan bildas ur ett destabiliserat Irak, då landet har utkämpat ett eget krig mot den kurdiska organisationen Kurdistans arbetarparti, där omkring 37 000 människor beräknas ha dött. Detta fick den turkiska regeringen att utöva påtryckningar på USA om att slå ned på PKK:s träningsläger i norra Irak (södra Kurdistan). Armén blev hemkallad efter en förlust på 130 döda soldater på nio dagar av PKK-gerillan.

### Försvar

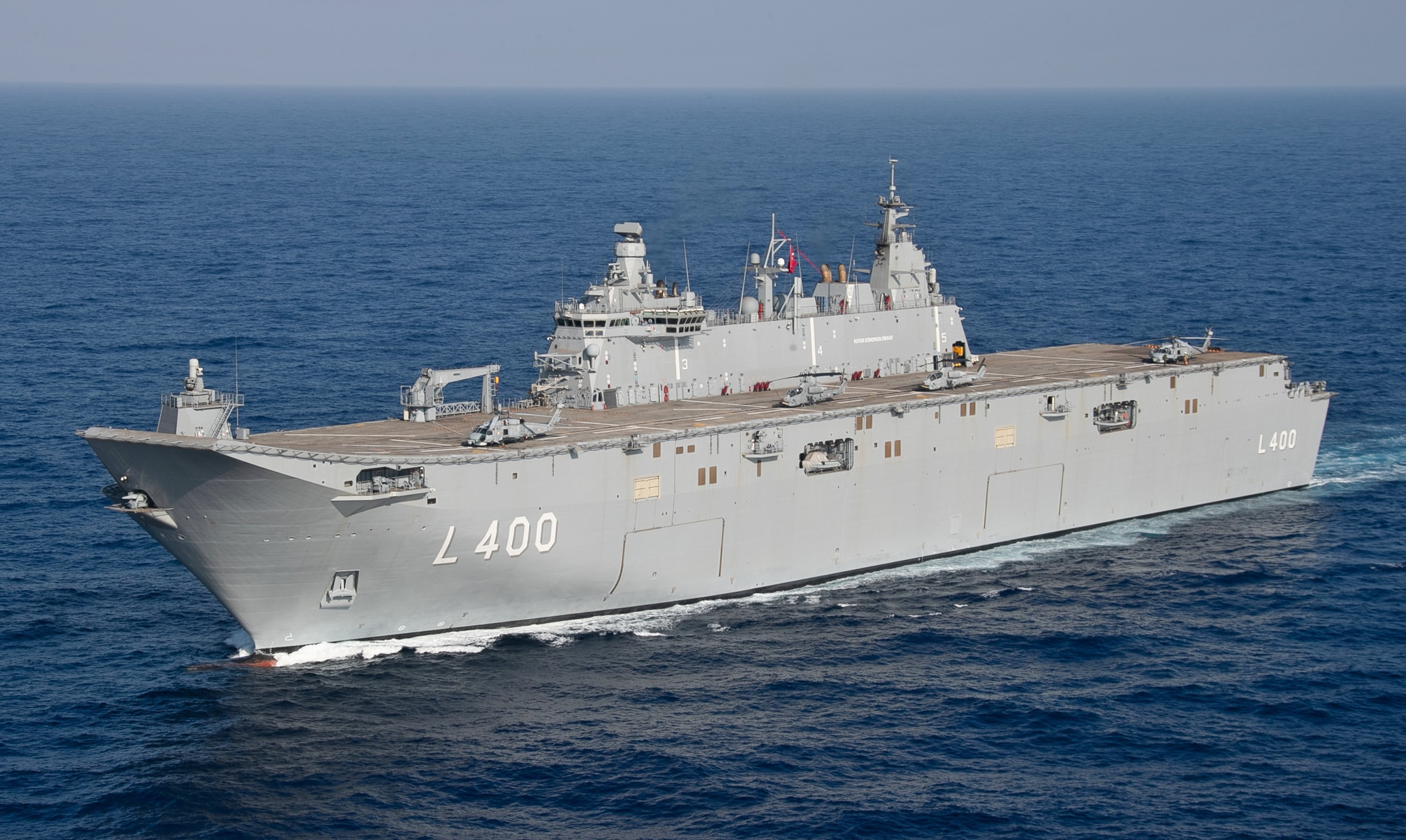
Den turkiska marinens amfibiska anfallsfartyg TCG Anadolu (L400) ångar i Medelhavet.

Militären har traditionellt varit en politiskt mäktig institution, som uppfattas som väktare över Atatürks republik. Enligt lagen är skyddet av den turkiska konstitutionen och landets enhet anförtrodd åt Turkiets krigsmakt, och denna spelar därför en formell politisk roll via det Nationella säkerhetsrådet som väktare över republikens sekulära och enhetliga natur och Atatürks reformer. Genom Nationella säkerhetsrådet bidrar armén till rekommendationer för försvarspolitik mot hot mot landet, inklusive sådana som hänför sig till separatism eller religiös extremism. Under senare år har reformer lett till försök att minska militärens konstitutionella makt och öka den civila representationen i Nationella säkerhetsrådet, i enlighet med EU:s krav. Trots dess inflytande i civila frågor och möjligen på grund av detta har militären starkt stöd bland folket och anses vara den institution som man har störst förtroende för.
Den turkiska krigsmakten består av armén, flottan och flygvapnet. Gendarmeriet och kustbevakningen fungerar som delar av inrikesministeriet i fredstid, men är underordnade arméns respektive flottans befäl i krigstid, då de har både polisiära och militära funktioner.
Generalstabschefen utnämns av presidenten, och är ansvarig inför premiärministern. Ministerrådet ansvarar inför parlamentet för frågor om nationell säkerhet och fullgod förberedelse av krigsmakten för att försvara landet. Befogenheten att förklara krig och utplacera turkiska styrkor i utlandet eller tillåta utländska styrkor att vara stationerade i Turkiet ligger helt och hållet hos parlamentet.
Enligt uppgifter från 2005 var Turkiets krigsmakt den näst största stående krigsmakten inom Nato, efter USA:s försvarsmakt, och hade då en sammanlagd styrka på 1 043 550 personer i uniform i dess fem grenar. Då var varje frisk heterosexuell manlig turkisk medborgare är skyldig att göra militärtjänst under tidsperioder på tre veckor till femton månader, beroende på utbildning och arbetsplats. Homosexuella har rätt att bli undantagna på egen begäran.
År 1998 tillkännagav Turkiet ett moderniseringsprogram till en kostnad av ungefär 31 miljarder amerikanska dollar över en tioårsperiod i olika projekt såsom stridsvagnar, helikoptrar och automatkarbiner. År 2002 ingick Turkiet avtal om att bidra  till Joint Strike Fighter-programmet.
Turkiet har deltagit med styrkor på internationella uppdrag för FN och Nato sedan 1950, däribland fredsbevarande uppdrag, olika uppdrag i före detta Jugoslavien och stöd till koalitionsstyrkorna i Kuwaitkriget. Turkiet höll 36 000 soldater i Nordcypern 2005 och har haft trupper stationerade i Afghanistan som en del av den amerikanska stabiliseringsstyrkan och den FN-auktoriserade, Natoledda ISAF-styrkan sedan 2001. År 2006 stationerade det turkiska parlamentet en fredsbevarande styrka bestående av patrullbåtar och ungefär 700 marksoldater som en del av en utökad FN-styrka i Libanon (UNIFIL) efter Israel-Libanon-konflikten 2006.

### Demokrati
Turkietkännaren Ülkü Holago sade 2023 om presidentvalet att även om det formellt finns flera oppositionsalternativ att rösta på så går det att ifrågasätta möjligheterna att sprida information om dessa alternativ eftersom medierna till största del ägs av Erdogan-lojala mediemoguler, och att statsfinanserna används för att kampanja för AKP.

### Mänskliga rättigheter

#### Politiska fångar
Turkiet har tiotusentals politiska fångar. Bland de fängslade fanns i slutet av 2022 cirka 5 000 medlemmar ur parlamentets tredje största parti, HDP.

#### Kurdernas situation i Turkiet
Kurdernas situation är fortsatt åsidosatt även om ett fåtal reformer gjorts på senare år:[när?]
- Kurdiska namn får användas. Införandet av bokstäverna X,Q och W i det turkiska alfabetet har gjort det lättare för kurdisktalande personer att skriva sina namn så som de uttalas.[89]
- Kurdernas existens och rättigheter är inte erkända och grundlagsskyddade, vilket i sin tur ger möjlighet till godtycke inom offentlig förvaltning.
- Fortfarande finns ingen kurdisk representation i förhandlingar mellan EU och Turkiet.[90]

### Administrativ indelning

Turkiets provinser.

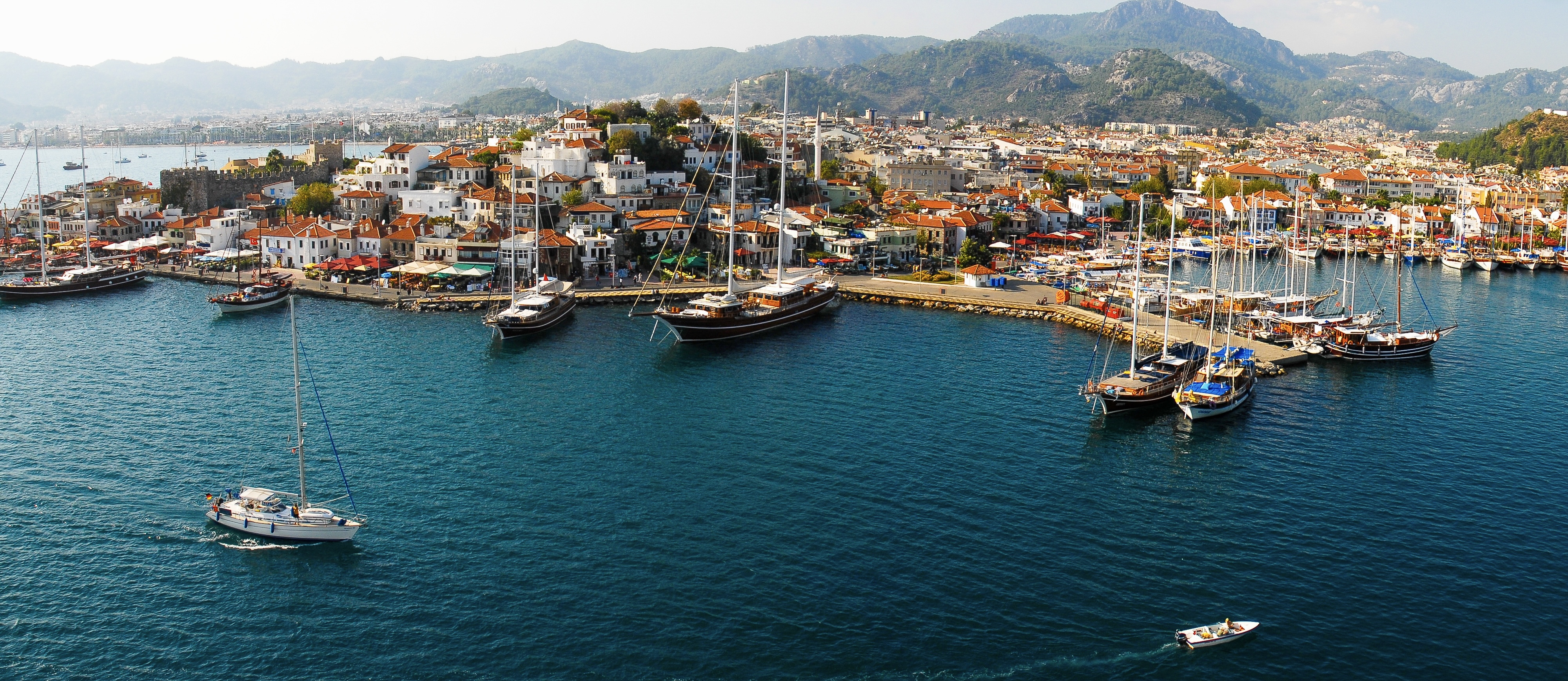
Marmaris.

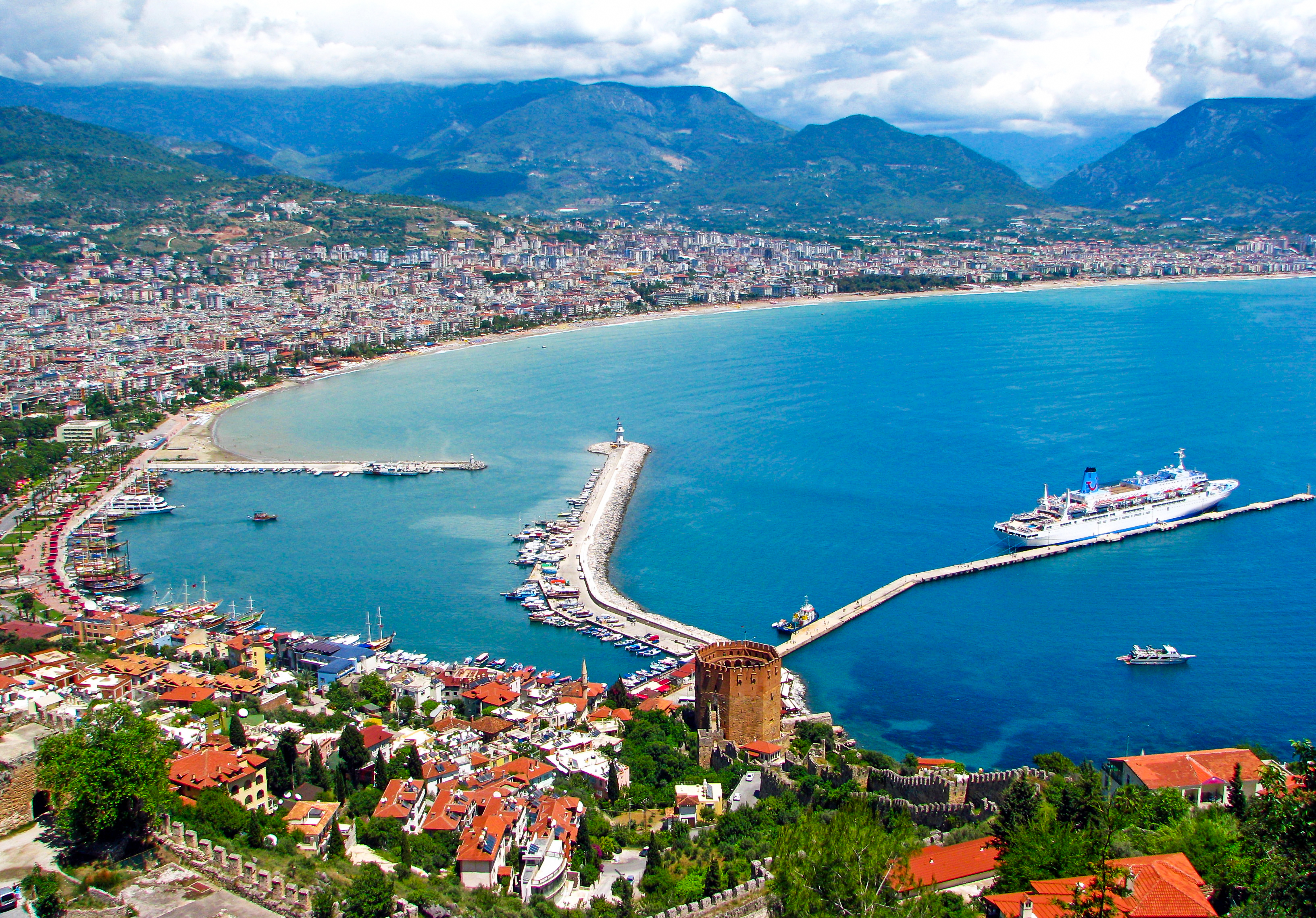
Alanya.

Turkiets huvudstad är Ankara. Turkiets territorium är indelat i 81 provinser (il i singular, iller i plural) för administrativa syften. Provinserna är organiserade i 7 regioner för statistiksyften, men dessa motsvarar ingen administrativ struktur. Varje provins är indelad i distrikt. Totalt finns 923 distrikt. 
Provinserna har i allmänhet samma namn som provinshuvudstäderna, som också kallas centraldistrikt. Undantag från detta är provinserna Hatay (huvudstad: Antakya), Kocaeli (huvudstad: İzmit) och Sakarya (huvudstad: Adapazarı). De folkrikaste provinserna är Istanbul (+10 miljoner), Ankara (+4 miljoner), İzmir (+3,4 miljoner), Konya (+2,2 miljoner), Bursa (+2,1 miljnoner) och Adana (+1,85 miljoner).

#### Provinser
| - Adana - Adıyaman - Afyon - Ağrı - Aksaray - Amasya - Ankara - Antalya - Ardahan - Artvin - Aydın - Balıkesir - Bartın - Batman - Bayburt - Bilecik - Bingöl - Bitlis - Bolu - Burdur - Bursa - Çanakkale - Çankırı - Çorum - Denizli - Diyarbakır - Düzce | - Edirne - Elazığ - Erzincan - Erzurum - Eskişehir - Gaziantep - Giresun - Gümüşhane - Hakkari - Hatay - Mersin (İçel) - Iğdır - Isparta - İstanbul - İzmir - Kahramanmaraş - Karabük - Karaman - Kars - Kastamonu - Kayseri - Kilis - Kırıkkale - Kırklareli - Kırşehir - Kocaeli - Konya | - Kütahya - Malatya - Manisa - Mardin - Muğla - Muş - Nevşehir - Niğde - Ordu - Osmaniye - Rize - Sakarya - Samsun - Şanlıurfa - Siirt - Sinop - Şırnak - Sivas - Tekirdağ - Tokat - Trabzon - Tunceli - Uşak - Van - Yalova - Yozgat - Zonguldak |

## Ekonomi och infrastruktur

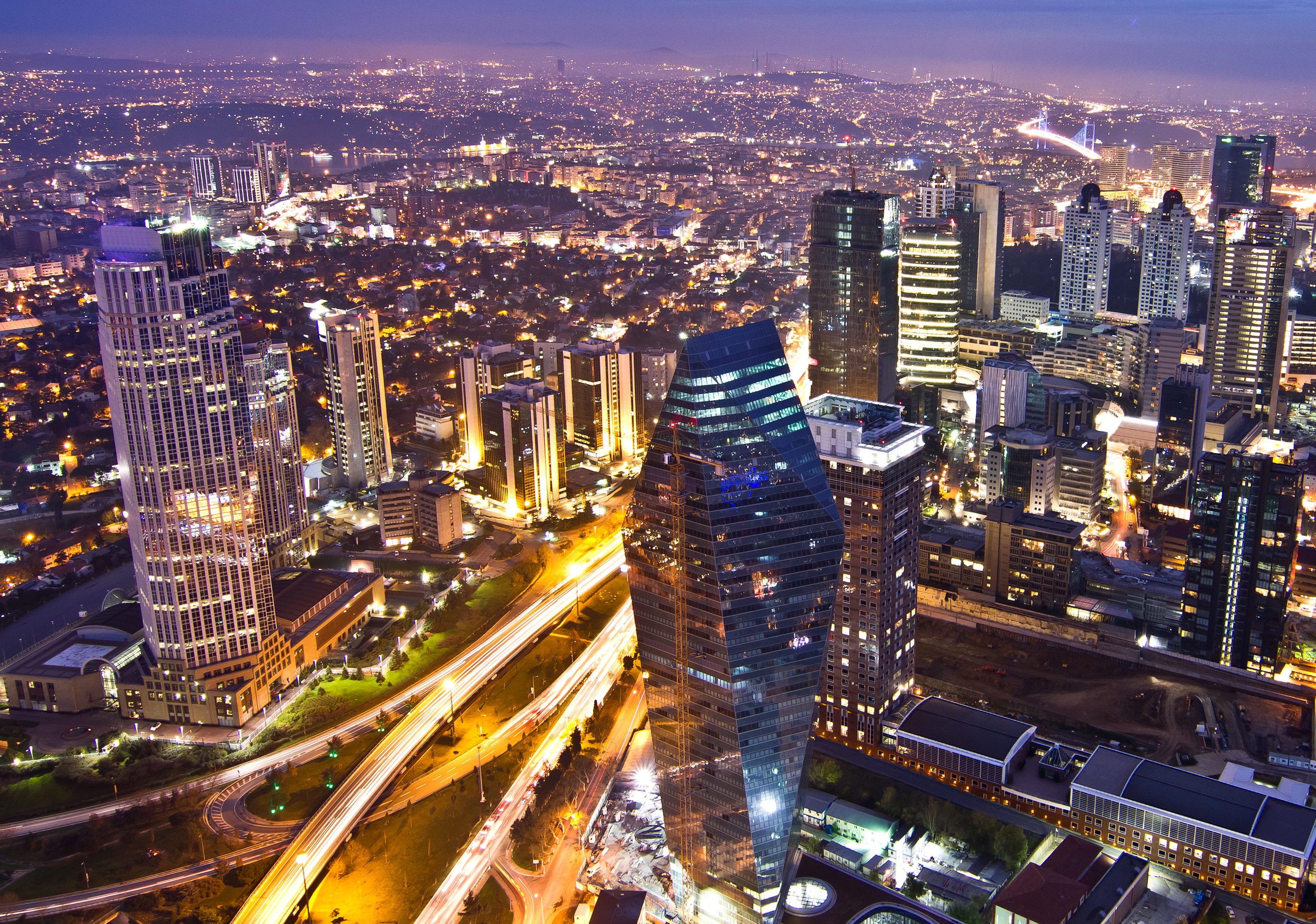
Istanbul

Central Intelligence Agency (CIA) klassificerade 2007 Turkiet som ett i-land. Turkiet klassificeras också som ett nyligen industrialiserat land av ekonomer och statsvetare över hela världen. Vidare är landet  medlem av G20, som sammanför de 20 största ekonomierna i världen. 
Under större delen av sin historia som republik har Turkiet följt en kvasietatistisk linje, med strikt statlig kontroll över deltagande i privata sektorn, utrikeshandel och utländska direktinvesteringar. I slutet av 1980-talet påbörjade Turkiet en serie reformer på initiativ av premiärminister Turgut Özal med syftet att förändra ekonomin från ett etatistiskt, isolerat system till en mer marknadsorienterad och privatsektorbaserad modell. Reformerna drev på snabb tillväxt, men denna tillväxt punkterades av kraftiga recessioner och finansiella kriser 1994, 1999 (efter jordbävningen det året) och 2001, vilket resulterade i en genomsnittlig tillväxt på fyra procent av BNP per år mellan 1981 och 2003. Frånvaro av ytterligare reformer kombinerat med stora och växande underskott i den offentliga sektorn och utbredd korruption orsakade hög inflation, en svag banksektor och ökad makroekonomisk instabilitet.
Sedan den ekonomiska krisen 2001 och de reformer som inleddes av den dåvarande finansministern, Kemal Derviş, har inflationen fallit till ensiffriga tal, investerarnas tilltro och utländska investeringar har ökat kraftigt och arbetslösheten har sjunkit. Turkiet har gradvis öppnat sina marknader genom ekonomiska reformer. Det har till exempel inneburit att man begränsat statliga kontroller på utrikeshandel och investeringar, privatiserat  offentligt ägda industrier, och liberaliserat många sektorer för deltagande från privata och utländska aktörer har fortsatt under politisk debatt.
BNP-tillväxttakten för 2005 var 7,4 procent, vilket gjorde Turkiet till en av de snabbast växande ekonomierna i världen.  
Under början av 00-talet fördes den kroniskt höga inflationen under kontroll och detta ledde till lanseringen av en ny valuta. Den nya valutan befäste de ekonomiska reformerna och suddade ut spåren av en instabil ekonomi. Den 1 januari 2005 ersattes den gamla turkiska liran med den nya turkiska liran genom att sex nollor avskrevs (1 YTL= 1 000 000 TL). Som en följd av fortgående ekonomiska reformer har inflationen sjunkit till 8,2 procent 2005, och arbetslöshetsnivån till 10,3 procent. Turkiet har en BNP per capita (nominell) på 5 062 USD och är därmed rankat som nummer 64 i världen 2005. 
År 2004 uppskattades att 46,2 procent av den totala disponibla inkomsten mottogs av de högsta 20 procent av inkomsttagare, medan de lägsta 20 procent mottog 6 procent.

### Näringsliv
Turkiets ekonomi är inte längre dominerad av traditionella jordbruksaktiviteter i landsbygdsområdena, utan mer av ett dynamiskt industriellt komplex i de större städerna, tillsammans med en utvecklad tjänstesektor. Jordbrukssektorn stod 2006 för 11,9 procent av BNP, medan industrisektorn och tjänstesektorn stod för 23,7 procent respektive 64,5 procent. Andra viktiga sektorer i den turkiska ekonomin var byggnad, bilindustri, elektronik och textilier. 

#### Turism
Turismsektorn upplevde snabb tillväxt under åren 1985– 2005 och utgjorde en viktig del av ekonomin. År 2005 kom 24 124 501 turister till landet, vilka bidrog med 18,2 miljarder amerikanska dollar till Turkiets inkomster.
Populära turistmål är Marmaris, Alanya, Side och Istanbul. 

### Handel
Turkiets främsta handelspartner är EU (59 procent av export och 52 procent av importen år 2005), USA, Ryssland och Japan. Turkiet har dragit nytta av en tullunion med EU, som undertecknades 1995, för att öka sin industriproduktion som syftar till att exporteras och tjänar samtidigt på utländska investeringar från EU till landet. År 2005 uppgick exporterna till 73,5 miljarder USD medan importerna var på 116,8 miljarder USD, med ökningar på 16,3 procent respektive 19,7 procent jämfört med 2004. År 2006 uppgick exporterna till 85,8 miljarder USD, vilket utgör en ökning på 16,8 procent från 2005.
Efter åratal av låga nivåer av utländska direktinvesteringar lyckades Turkiet dra till sig 8,5 miljarder USD i utländska direktinvesteringar 2005 och antas ha nått en högre siffra 2006. En serie stora privatiseringar, den stabilitet som gynnades av Turkiets EU-förhandlingar, stark och stabil tillväxt och strukturförändringar i bank-, detaljhandels- och telekommunikationssektorerna har alla bidragit till en ökning av utländska investeringar.

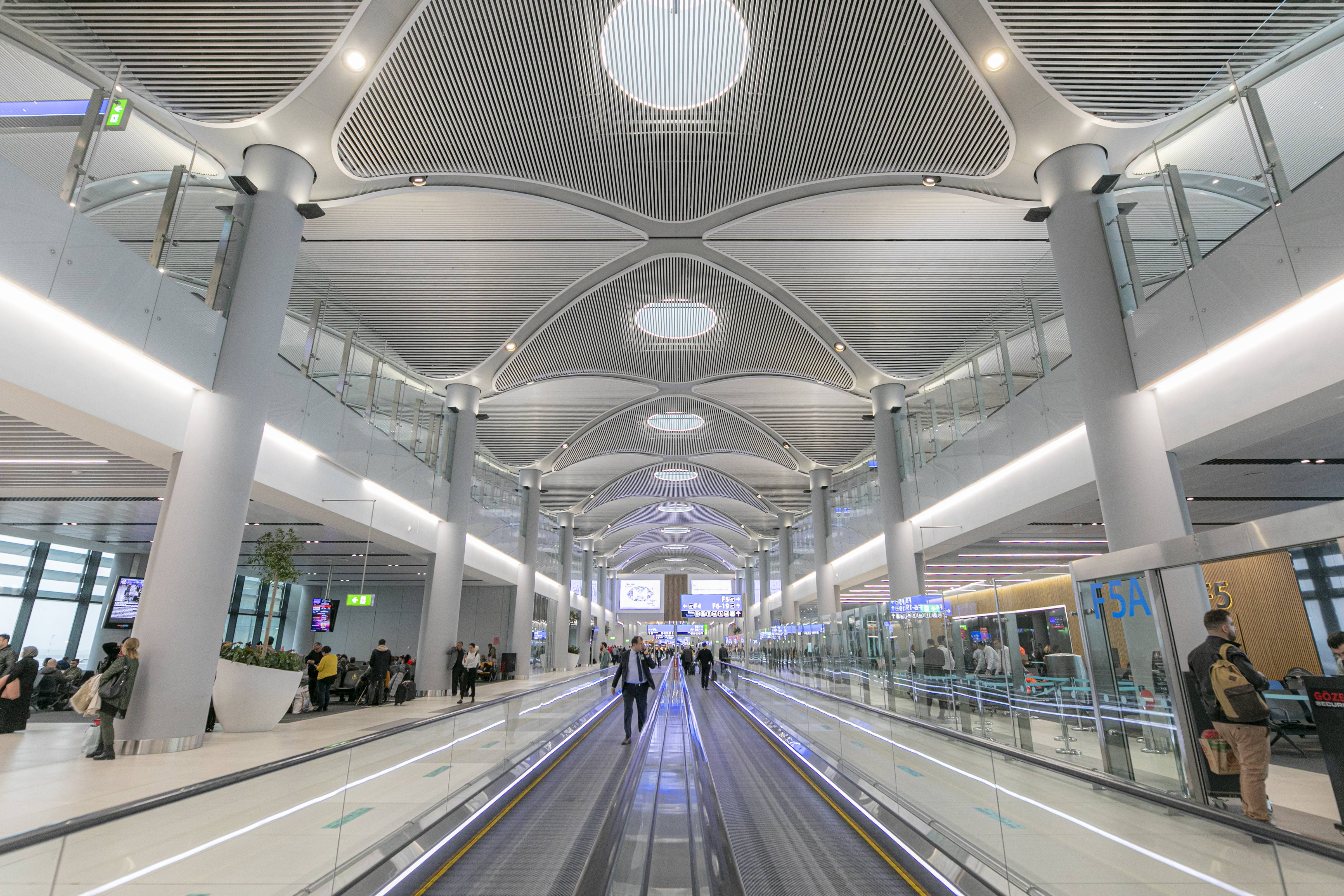
Istanbul Airport är den största internationella flygplatsen i Istanbul, Turkiet. När alla faser är klara 2025 kan flygplatsen rymma 200 miljoner passagerare per år

### Infrastruktur

#### Transporter
I Turkiet går det ett antal motorvägar även om de inte är så tätt utbyggda som de är på många håll i Europa. Men från Istanbul och Ankara utgår det ändå ett antal som sprider sig runt i landet. Bland annat går de till Edirne vid gränsen till Bulgarien där de ansluter mot europeiska länder.
Järnvägarna går tvärs över hela landet. Från början anslöt järnvägarna även till Syrien och Irak, men dessa linjer är stängda på grund av det osäkra politiska läget i dessa länder. Järnvägsnätet när även till Bulgarien och Grekland.

#### Telefoni
Turkiet har väl utbyggda telekommunikationer. År 2005 fanns 43,6 miljoner mobiltelefoner i bruk. Landet hade 16 AM-stationer, 107 FM-stationer och 6 kortvågsstationer. Vidare finns 635 TV-sändare (plus 2 934 repeatrar). Den statliga turkiska televisionen heter TRT.

#### Utbildning
Skolgång är obligatorisk för åldrarna 6-15 och kostnadsfri ända upp till och med universitetsnivå.[källa behövs] Andelen läs- och skrivkunniga 2004 var 95,3 procent för män och 79,6 procent för kvinnor, i genomsnitt 87,4 procent. Denna låga siffra berodde till större del på bestående feodala attityder gentemot kvinnor i de arabisk- och kurdiskbefolkade sydöstra provinserna.

## Befolkning

### Demografi

#### Större städer
Den största staden Istanbul, som var huvudstad före republikens tid, är landets finansiella, ekonomiska och kulturella centrum. Uppskattningsvis 67 procent av Turkiets befolkning bor i städer. Totalt har 12 städer över 500 000 invånare, och 36 städer har mellan 100 000 och 500 000 invånare.

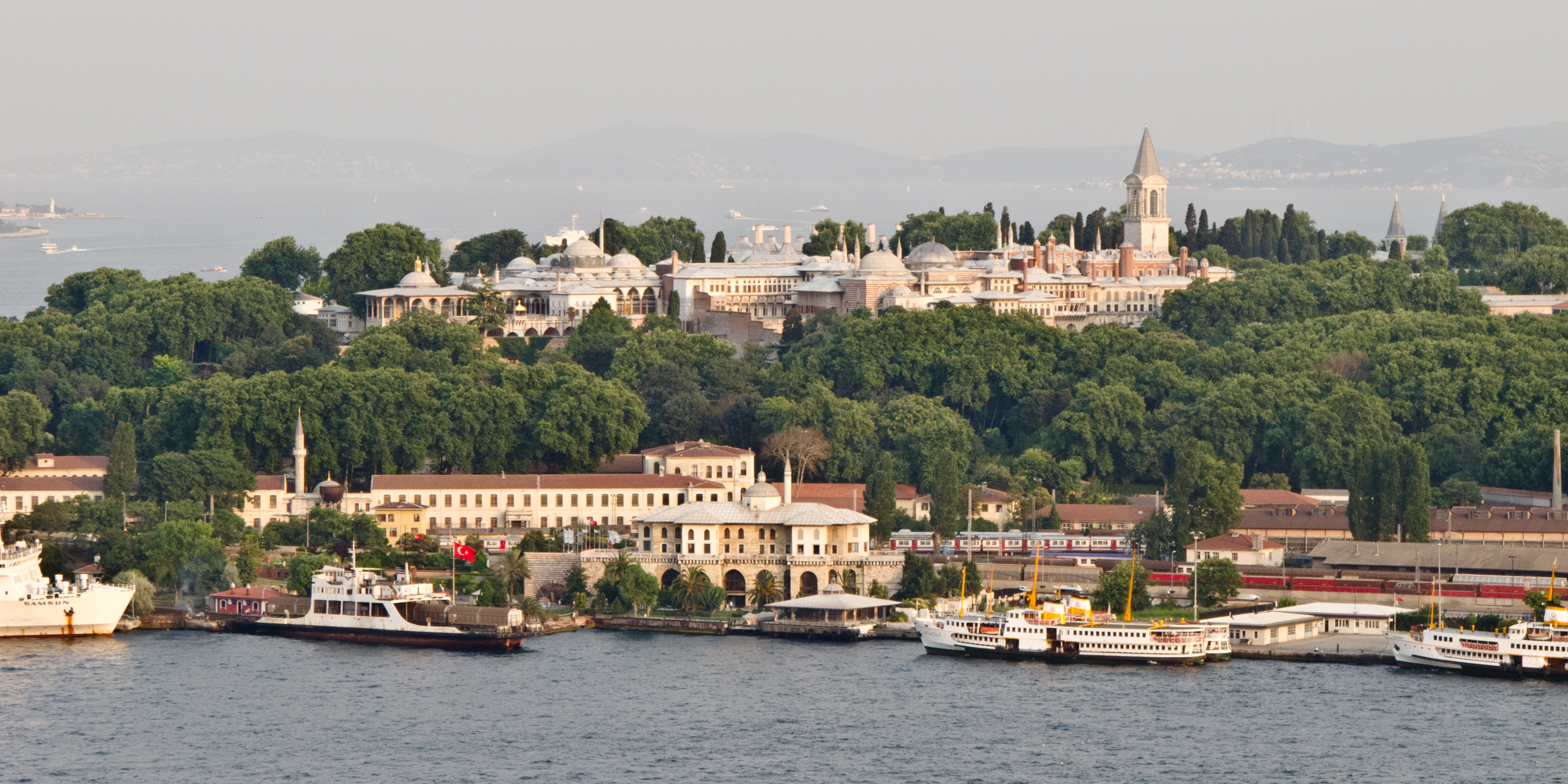
Istanbul vid Bosporen.

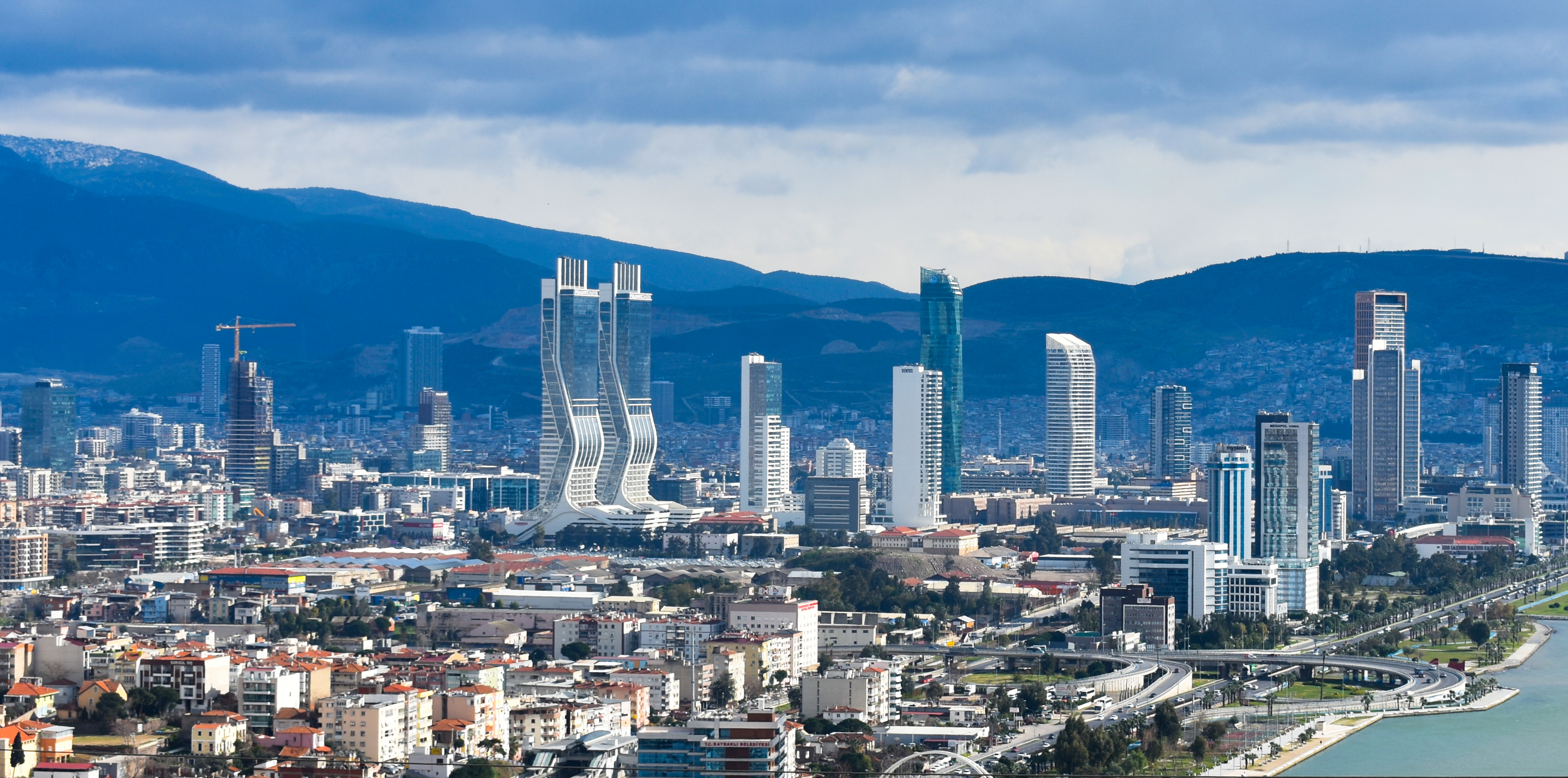
Staden İzmir på den anatoliska västkusten

Nedan presenteras Turkiets, till folkmängden, största städer:
| Stad      | Folkmängd |
| --------- | --------- |
| Istanbul  | 9 085 599 |
| Ankara    | 3 540 522 |
| İzmir     | 2 732 669 |
| Bursa     | 1 630 940 |
| Adana     | 1 397 853 |
| Konya     | 1 294 817 |
| Gaziantep | 1 009 126 |
| Antalya   | 936 330   |

Bland andra större städer i Turkiet kan nämnas Adapazarı, Balıkesir, Diyarbakır och Erzurum. 

#### Minoriteter
Artikel 66 i Turkiets konstitution definierar en "turk" som var och en som är "knuten till den turkiska staten genom bandet medborgarskap". Därmed skiljer sig grundlagens användning av termen "turkisk" från den etniska definitionen. Källor delar ofta helt kort in Turkiets befolkning i 70 procent turkar och 18 procent kurder. Siffran över antalet kurder har även uppskattats vara runt 35 procent. Majoriteten av kurderna bor i de kurdiska regionerna i sydöstra Turkiet. Turkarna i Turkiet är en blandning av många folk. Det nomadiserade seldjukiska turkfolket, som nyligen hade blivit muslimer, invaderade större delen av halvön Anatolien år 1071. Genom att besegra de bysantinska kristna trupperna lade de under sig ett geografiskt område som redan var befolkat av många etniska grupper. Det invaderande turkiska hästfolket blev bosatta och blandades med ursprungsfolken. Andra turkfolk följde efter, och en stam, den osmanska, kom snart att dominera, och det var osmanerna som erövrade resten av Bysans och Konstantinopel år 1453, och därefter en stor del av Balkanhalvön. I det osmanska riket, som sträckte sig från Persien till Balkanhalvön och som var den enda muslimska stormakten under mer än 400 år, växte ett nytt turkiskt folk fram som ett resultat av etnisk uppblandning.
Större etniska grupper utöver turkar och kurder är tjerkesser, romer och araber samt de tre officiellt (enligt Lausannefördraget) erkända minoriteterna greker, armenier och judar. Det finns också små grupper av levantiner, mestadels av italienskt och franskt ursprung, i Istanbul och Izmir. Övriga minoriteter är abchazer, albaner, assyrier/syrianer/kaldéer (cirka 0,1 procent), bosnier, georgier, romer, lazer (cirka 0,5 procent) och zazaer.[källa behövs] Siffrorna på hur stor andel av befolkningen som är av turkisk etnicitet sätts ibland till 70 procent och ibland så högt som 75 procent. Den största icke-turkiska etniska gruppen är kurderna, en distinkt folkgrupp som traditionellt är koncentrerad till den sydöstra delen av landet. Andra minoriteter än de tre officiella har inga speciella privilegier som grupper, och termen "minoritet" är fortfarande ett känsligt ämne i Turkiet. Graden av assimilation till majoritetsbefolkningen bland olika etniska grupper är hög. Inom den turkiska befolkningsgruppen kan vissa distinktioner också göras grundat på ursprung från olika turkfolk. Inga tillförlitliga data om befolkningens exakta etniska sammansättning är tillgängliga, då Turkiet inte inkluderar etniska eller rasmässiga uppgifter i folkräkningar.
Det förekommer stora ekonomiska och traditionella klyftor mellan olika klasser, främst mellan stadsbor och landsortsbor. Dessutom förekommer ett utbrett förtryck mot kurderna i södra Turkiet.

#### Migration
På grund av efterfrågan på ökad arbetskraft i Europa efter andra världskriget flyttade många turkiska medborgare till Västeuropa (särskilt Västtyskland) och bidrog till att bilda en betydande turkisk diaspora. Turkiet har nyligen blivit mottagarland för många invandrare, särskilt sedan Berlinmurens fall och den ökade rörelsefriheten i området. Dessa invandrare kommer i allmänhet från före detta sovjetrepubliker, samt angränsande muslimska länder, antingen för att slå sig ned och arbeta i Turkiet eller för att fortsätta sin resa mot EU.

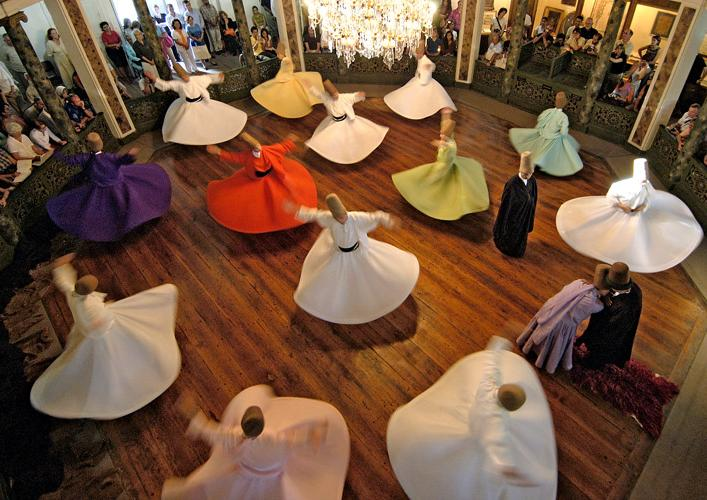
Dervischer framträder vid Mevlevi-museet i Konya i Centrala Anatolien.

### Språk
Turkiska är det enda officiella språket i Turkiet. Det finns inga tillförlitliga uppgifter om befolkningens språktillhörighet av liknande skäl som de ovan nämnda. 
Turkiska talas av omkring 90,5 procent av invånarna.[källa behövs] Övriga språk är kurdiska (18,6 procent), arabiska (3 procent), armeniska (med dialekten hamsjen), assyriska/syrianska (främst surayt/turoyo-dialekten), georgiska (med dialekterna laziska och adzjariska), zazaiska (kurdiska), grekiska, pontiska (nära besläktad med grekiska), tjerkessiska, ladino, serbokroatiska, med flera.[källa behövs] Det offentliga TV- och radiobolaget Türkiye Radyo Televizyon Kurumu sänder program på lokala språk och dialekter av arabiska, bosniska, tjerkessiska och kurdiska några timmar i veckan.

### Religion
Islam är den religion som nästan alla i Turkiet bekänner sig till, även om inte alla utövar religionen aktivt. Mellan 98-99,8 % av Turkiets befolkning brukar uppskattas vara muslimer,  av vilka 76 procent (2013) har angett att de tillhör sunnigrenen av islam. En betydande minoritet, mellan 15-20 procent av den muslimska befolkningen, är anknuten till aleviterna, och det finns även mindre grupper av muslimer i landet som följer den ja'faritiska rättsskolan. Återstoden av befolkningen tillhör andra trosuppfattningar, särskilt kristna samfund (grekisk-ortodoxa kyrkan, armeniska apostoliska kyrkan, syrisk-ortodoxa kyrkan), judendom, yezidism och ateism.
Konstitutionen erkänner religionsfrihet för individer och att staten ska vara sekulär. I praktiken är dock staten involverad i flera religiösa frågor. Det är exempelvis förbjudet för en grupp att utöva sin religion på en särskild plats om den inte har erkänts av staten som en plats för religiöst utövande.

#### Islam
Religionens och islams roll i Turkiet har varierat kraftigt historiskt. Från 1500-talet i det Osmanska riket - i samband med erövringen av de heliga städerna Mecka, Medina och Jerusalem - började härskarna av imperiet kalla sig kalifer och såg sig som ledare för sunnimuslimerna i den dåtida världen, något som också erkändes av många sunnimuslimska grupper vid tiden. En stor förändring i attityden till religion skedde i och med Turkiets omvandling till republik på 1920-talet. Den nya ledningen distanserade sig från kalifatet, stängde religiösa skolor, förbjöd kvinnor från att använda slöja och förflyttade rättsväsendet från sharia till en lagstiftning inspirerad av västvärlden. Det nya styret förde en starkt sekulär politik, samtidigt som staten kom att lägga sig i styrningen av religiösa frågor.
Från 1980 mjukades sekularismen i landet, bland annat som ett försök från det dåvarande militärstyret att liera sig med sunnitiska krafter mot vad såg som hotfulla politiska grupper på vänsterkanten. Det nyvunna stödet för islam förvandlades i stället till kritik mot militärstyret och elitens livsstil. Det moderat islamistiska partiet AKP lett av Erdoğan som hade styrt Turkiet sedan 2002 kom att bidra till att förändra synen på religion och islam i Turkiet. Fram till 2010 var det dock fortfarande förbjudet för kvinnliga parlamentsledamöter, offentligt anställda och studenter att bära hijab (slöja). Förbudet upphävdes för studenter efter en folkomröstning gällande författningsförändringar på initiativ av AKP.
Genom Diyanet İşleri Başkanlığı (Direktoratet för religiösa angelägenheter), kontrollerar den turkiska staten alla moskéer och muslimska funktionärer (bland annat imamerna som är statligt anställda). Ett led i kontrollen är att varje fredagsbön måste godkännas av Diyanet. Oavsett trostillhörighet betalar alla medborgare skatt till direktoratet, samtidigt som det enbart är sunnitiska religiösa samfund som följer den hanafitiska traditionen som har rätt till stöd från staten.
Formellt är sufiska ordnar och andra sammanslutningar eller platser som tariqa, khanaqa (tekke i Turkiet) och zawiya (zaviye) förbjudna. I praktiken efterlevs inte förbudet och sufismen har en relativt stark ställning i Turkiet och utövar politiskt inflytande, inte minst genom de olika ordnarna.
I en undersökning som genomfördes 2018 uppgav 89,5 procent av Turkiets befolkning att de tror på Gud enligt muslimsk tradition.

## Kultur

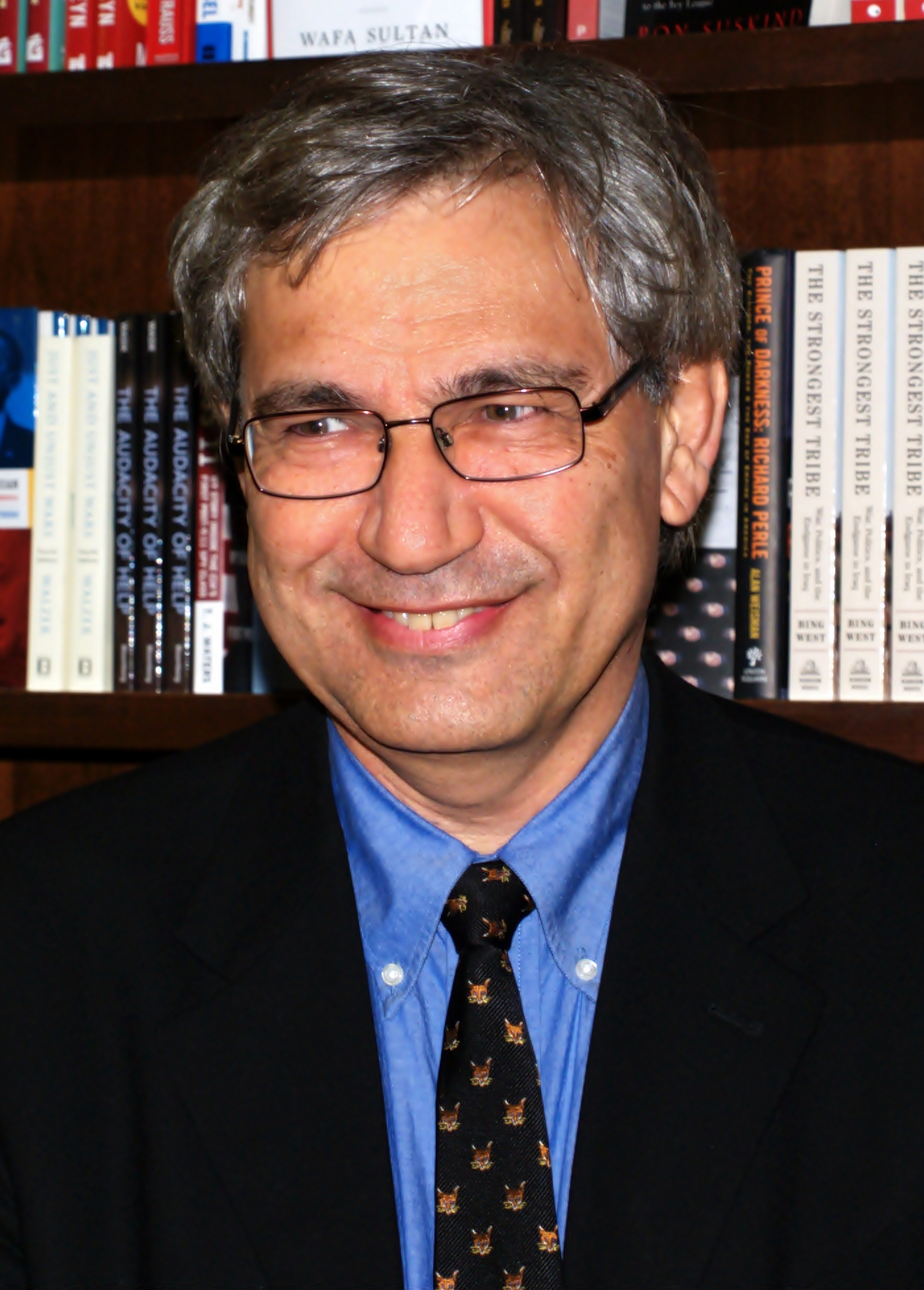
Orhan Pamuk, mottagare av 2006 års Nobelpris i litteratur.

Turkiet har en mycket varierad kultur som är en blandning av olika element från oğuzturkiska och anatoliska, osmanska (som i sig var en fortsättning på både grekisk-romerska, persiska och arabiska kulturer) och västerländska kulturer och traditioner, som började när Osmanska riket blev mer västerländskt och som fortsätter idag. Denna blandning är ett resultat av mötet mellan turkarna och deras kultur med kulturerna hos de folk som de mötte på vägen under sin folkvandring från Centralasien till väst.
I dagens Turkiet är den turkiska kulturen rikt uppblandad med olika kulturer, däribland kurdisk, arabisk, persisk, grekisk, tjerkessisk och slavisk kultur. Efter osmanernas fall skedde under 1920-talet dels en tillbakagång till en mer genuint turkisk kultur, dels ett ökat kulturellt inflytande från Västeuropa.[källa behövs] Då Turkiet omvandlades från det religionsbaserade Osmanska riket till en modern nationalstat med mycket strikt åtskillnad mellan stat och religion följde en ökning av metoderna för konstnärliga uttryckssätt. Under republikens första år investerade regeringen en stor mängd pengar i kulturella projekt, som museer, teatrar och arkitektur. På grund av olika historiska faktorer som spelar en viktig roll i att definiera den nutida turkiska identiteten är turkisk kultur en produkt av försök att vara "modern" och västerländsk, kombinerat med den upplevda nödvändigheten att behålla traditionella religiösa och historiska värden.
År 2007 grundades Yunus Emre-institutet för att marknadsföra turkisk kultur utomlands (motsvarande Svenska institutet), uppkallat efter den medeltida poeten Yunus Emre. Institutet finns i Berlin, Köln, Paris och London.

### Konstarter

#### Musik
Turkisk musik och litteratur utgör exempel på en blandning av kulturella influenser. Många typer av musik är populära i Turkiet, från "arabesk" till hiphop, som en följd av interaktionen mellan Osmanska riket och den islamiska världen tillsammans med Europa, och därmed bidragande till en blandning av centralasiatiska turkiska, islamiska och europeiska traditioner i nutida turkisk musik. Bland turkiska musiker kan nämnas pianisten Fazıl Say, sångerskan och låtskrivaren Sezen Aksu och vinnaren av Eurovision Song Contest 2003 Sertab Erener.

#### Arkitektur

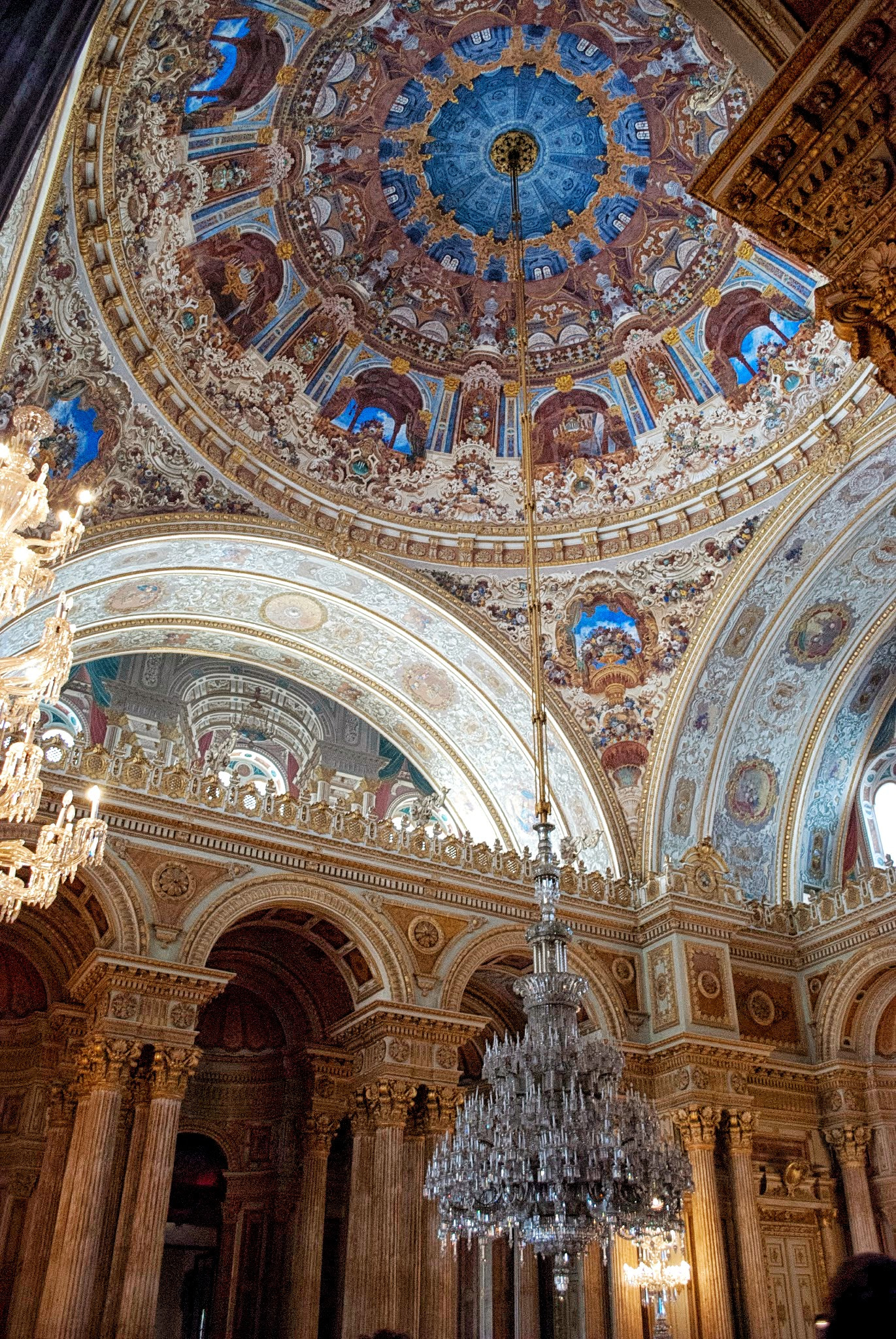
Dolmabahçepalatset är ett palats i Istanbul, beläget på den europeiska sidan av Bosporen, strax norr om stadskärnan. Palatset tjänade som administrativt centrum för det osmanska riket från 1856 till 1923.

De arkitekturelement som återfinns i Turkiet är också minnesmärken över den blandning av traditioner som har influerat området genom århundradena. Förutom de traditionella bysantinska element som hittas i många delar av Turkiet, finns många produkter av den senare osmanska arkitekturen, med dess blandning av lokala och islamiska element, runtom i landet, liksom i många andra tidigare delar av Osmanska riket. Sedan 1700-talet har turkisk arkitektur i stigande grad influerats av västerländska stilar, och detta kan ses särskilt i Istanbul där byggnader som Blå moskén och Dolmabahçepalatset ligger bredvid många moderna skyskrapor, som alla representerar olika traditioner.

### Idrott
Den klart mest populära sporten i Turkiet är fotboll. En del professionella matcher och landskamper lockar tiotals miljoner tevetittare. Andra sporter har blivit populära nyligen, som basket och bilsport (efter att Istanbul Park tagits med i Formel 1-kalendern). Den traditionella turkiska nationalsporten har varit Yağlı güreş (oljebrottning) sedan osmansk tid. Bland turkiska fotbollsspelare kan nämnas Nuri Şahin, Çağlar Söyüncü och Hakan Şükür.

## Internationella rankningar
| Organisation                                | Undersökning                   | Rankning   |
| ------------------------------------------- | ------------------------------ | ---------- |
| Heritage Foundation/The Wall Street Journal | Index of Economic Freedom 2019 | 68 av 180  |
| Reportrar utan gränser                      | Pressfrihetsindex 2019         | 157 av 180 |
| Transparency International                  | Korruptionsindex 2018          | 78 av 180  |
| FN:s utvecklingsprogram                     | Human Development Index 2021   | 48 av 191  |